# Copa São Paulo de Futebol Júnior de 2010
A Copa São Paulo de Futebol Júnior de 2010 foi a 41ª edição da competição. A partir desta edição ela passou a ser chamada de Copa São Paulo de Futebol Sub-18. A "copinha", conforme o regulamento da competição de 2010, passou a admitir somente times formados por atletas da categoria sub-18. Ainda que não existia a alteração do nome da competição no site da Federação Paulista de Futebol, esta passou a publicizar a competição pela nova nomenclatura, sendo divulgada assim pelos meios de comunicação que fazem sua cobertura. A competição foi disputada por clubes juniores de todo o país e, nesta edição, com uma equipe da Arábia Saudita, o Al-Hilal Al-Saudi Club Sporting, Social & Cultural (o que já havia acontecido antes). Foram 92 clubes participantes, quatro a mais que na edição anterior, divididos em 23 chaves. O São Paulo foi o campeão ao vencer o Santos na final na disputa de pênaltis após o empate em 1 a 1 no tempo normal.

## Regulamento
Disputada entre 2 e 25 de janeiro, a Copa foi composta de seis fases: primeira fase, segunda fase, oitavas-de-final, quartas-de-final, semifinal e final. A competição reuniu na sua primeira fase 92 equipes, divididas em 23 grupos, nomeados com as letras do alfabeto (de A a X, portanto). Na primeira fase as equipes se enfrentaram dentro dos respectivos grupos, em turno único, classificando-se para a segunda fase os líderes de cada chave e os nove melhores colocados por índice técnico, independentemente do grupo a que pertenciam, ou seja, foram 32 equipes na segunda fase.
Caso ocorresse igualdade de pontos entre duas ou mais equipes, o desempate se deu de acordo com os seguintes critérios, nessa ordem:
1. Número de vitórias;
2. Saldo de gols;
3. Número de gols marcados;
4. Menor número de cartões vermelhos;
5. Menor número de cartões amarelos;
6. Confronto direto (somente no empate entre dois times)
7. Sorteio

A partir da segunda fase, a competição foi disputada no sistema de eliminatórias simples. Todos os confrontos que terminassem empatados a partir desta fase foram decididos em cobranças de pênaltis.

## Equipes participantes
Estas foram as 92 equipes participantes desta edição:
| Estado/País         | Equipe                              |                | Estado                                  | Equipe |
| ------------------- | ----------------------------------- | -------------- | --------------------------------------- | ------ |
| Arábia Saudita      | Al-Hilal Al Saudi Club              | Santa Catarina | Figueirense Futebol Clube               |        |
| Acre                | Rio Branco Football Club            | São Paulo      | América Futebol Clube                   |        |
| Alagoas             | Centro Sportivo Alagoano            | São Paulo      | Associação Atlética Flamengo            |        |
| Amazonas            | Nacional Futebol Clube              | São Paulo      | Associação Atlética Internacional       |        |
| Amapá               | Santana Esporte Clube               | São Paulo      | Clube Atlético Sorocaba                 |        |
| Bahia               | Esporte Clube Bahia                 | São Paulo      | União Agrícola Barbarense Futebol Clube |        |
| Bahia               | Fluminense de Feira Futebol Clube   | São Paulo      | Grêmio Recreativo Barueri               |        |
| Bahia               | Esporte Clube Vitória               | São Paulo      | Botafogo Futebol Clube                  |        |
| Ceará               | Ceará Sporting Club                 | São Paulo      | Sport Club Barueri[a]                   |        |
| Ceará               | Fortaleza Esporte Clube             | São Paulo      | Sport Club Corinthians Paulista         |        |
| Distrito Federal    | Brasiliense Futebol Clube           | São Paulo      | Desportivo Brasil Participações Ltda    |        |
| Distrito Federal    | CFZ de Brasília Sociedade Esportiva | São Paulo      | Ferroviária Futebol S/A                 |        |
| Espírito Santo      | Desportiva Capixaba                 | São Paulo      | Guarani Futebol Clube                   |        |
| Espírito Santo      | Vilavelhense Futebol Clube          | São Paulo      | Atlético Clube Juventus                 |        |
| Goiás               | Goiás Esporte Clube                 | São Paulo      | Clube Atlético Lemense                  |        |
| Goiás               | Vila Nova Futebol Clube             | São Paulo      | Marília Atlético Clube                  |        |
| Maranhão            | Americano Futebol Clube             | São Paulo      | Mogi Mirim Esporte Clube                |        |
| Maranhão            | Marília Futebol Clube               | São Paulo      | Nacional Atlético Clube                 |        |
| Mato Grosso         | Sorriso Esporte Clube               | São Paulo      | Olé Brasil Futebol Clube                |        |
| Mato Grosso         | Sociedade Esportiva Vila Aurora     | São Paulo      | Sociedade Esportiva Palmeiras           |        |
| Mato Grosso do Sul  | Esporte Clube Comercial             | São Paulo      | Pão de Açúcar Esporte Clube             |        |
| Mato Grosso do Sul  | Operário Futebol Clube              | São Paulo      | Paulínia Futebol Clube                  |        |
| Minas Gerais        | América Futebol Clube               | São Paulo      | Paulista Futebol Clube                  |        |
| Minas Gerais        | Clube Atlético Mineiro              | São Paulo      | Associação Atlética Ponte Preta         |        |
| Minas Gerais        | Cruzeiro Esporte Clube              | São Paulo      | Associação Portuguesa de Desportos      |        |
| Minas Gerais        | Funorte Esporte Clube               | São Paulo      | Esporte Clube Primavera                 |        |
| Pará                | Clube do Remo                       | São Paulo      | Futebol Clube Primeira Camisa Ltda      |        |
| Paraíba             | Centro Sportivo Paraibano           | São Paulo      | Rio Branco Esporte Clube                |        |
| Paraná              | Clube Atlético Paranaense           | São Paulo      | Rio Claro Futebol Clube                 |        |
| Paraná              | Coritiba Foot-Ball Club             | São Paulo      | Rio Preto Esporte Clube                 |        |
| Paraná              | Paraná Clube                        | São Paulo      | Esporte Clube Santo André               |        |
| Pernambuco          | Clube Atlético do Porto             | São Paulo      | Esporte Club São Bento                  |        |
| Pernambuco          | Clube Atlético Pernambucano         | São Paulo      | São Bernardo Futebol Clube              |        |
| Piauí               | Piauí Esporte Clube                 | São Paulo      | Associação Desportiva São Caetano       |        |
| Rio de Janeiro      | Botafogo de Futebol e Regatas       | São Paulo      | São Carlos Futebol                      |        |
| Rio de Janeiro      | Club de Regatas Vasco da Gama       | São Paulo      | São José Esporte Clube                  |        |
| Rio de Janeiro      | Clube de Regatas do Flamengo        | São Paulo      | São Paulo Futebol Clube                 |        |
| Rio de Janeiro      | Fluminense Football Club            | São Paulo      | Santos Futebol Clube                    |        |
| Rio Grande do Norte | ABC Futebol Clube                   | São Paulo      | Sertãozinho Futebol Clube               |        |
| Rio Grande do Sul   | Esporte Clube Juventude             | São Paulo      | Clube Atlético Taboão da Serra          |        |
| Rio Grande do Sul   | Esporte Clube São José              | São Paulo      | Esporte Clube Taubaté                   |        |
| Rio Grande do Sul   | Grêmio Foot-Ball Porto Alegrense    | São Paulo      | União São João Esporte Clube            |        |
| Rio Grande do Sul   | Sport Club Internacional            | São Paulo      | Esporte Clube XV de Jaú                 |        |
| Rondônia            | Sport Club Shallon                  | São Paulo      | Esporte Clube XV de Piracicaba          |        |
| Roraima             | Atlético Roraima Clube              | Sergipe        | Associação Desportiva Confiança         |        |
| Santa Catarina      | Avaí Futebol Clube                  | Tocantins      | Araguaína Futebol e Regatas             |        |

- a. ^ Originalmente competiu como Campinas Futebol Clube.

## Primeira fase

### Grupo A (Taboão da Serra)
| Time            | Pts | J | V | E | D | GP | GS | SG |
| --------------- | --- | - | - | - | - | -- | -- | -- |
| Cruzeiro        | 9   | 3 | 3 | 0 | 0 | 9  | 2  | +7 |
| Botafogo-SP     | 3   | 3 | 1 | 0 | 2 | 6  | 7  | -1 |
| Taboão da Serra | 3   | 3 | 1 | 0 | 2 | 4  | 5  | -1 |
| São José-RS     | 3   | 3 | 1 | 0 | 2 | 3  | 8  | -5 |

| 2 de janeiro | Cruzeiro                                        | 5 – 0     | São José-RS | Estádio José Ferez, Taboão da Serra |
| 14:00        | Alan 26' · Élber 43', 46' · Eber 44' · Sebá 60' | Relatório |             | Árbitro: SP Thiago Luis Scarascati  |

| 2 de janeiro | Taboão da Serra           | 2 – 3     | Botafogo-SP                                | Estádio José Ferez, Taboão da Serra  |
| 16:00        | Wilker 51' · Bruninho 85' | Relatório | Luiz Gustavo 8' · Jeovânio 43' · Weder 49' | Árbitro: SP Marcelo Ferreira Vicente |

| 5 de janeiro | Taboão da Serra | 1 – 0     | São José-RS | Estádio José Ferez, Taboão da Serra            |
| 14:00        | Bilu 65'        | Relatório |             | Árbitro: SP Marcelo Aparecido Ribeiro de Souza |

| 5 de janeiro | Botafogo-SP | 1 – 2     | Cruzeiro       | Estádio José Ferez, Taboão da Serra |
| 16:00        | Caio 64'    | Relatório | Élber 34', 75' | Árbitro: SP Marcelo Prieto Alfieri  |

| 8 de janeiro | São José-RS                  | 3 – 2     | Botafogo-SP          | Estádio José Ferez, Taboão da Serra |
| 14:00        | Marlon 78', 85' · Sandro 90' | Relatório | Sandro 6' · Caio 42' | Árbitro: SP Uelington Rosa Pereira  |

| 8 de janeiro | Taboão da Serra | 1 – 2     | Cruzeiro            | Estádio José Ferez, Taboão da Serra    |
| 16:00        | Elivelton 26'   | Relatório | Sebá 32' · Alan 85' | Árbitro: SP Valdir Aparecido Montrazio |

### Grupo B (Capão Bonito)
| Time           | Pts | J | V | E | D | GP | GS | SG |
| -------------- | --- | - | - | - | - | -- | -- | -- |
| Paraná         | 7   | 3 | 2 | 1 | 0 | 10 | 5  | +5 |
| Grêmio Barueri | 7   | 3 | 2 | 1 | 0 | 6  | 3  | +3 |
| São Bento      | 3   | 3 | 1 | 0 | 2 | 3  | 8  | -5 |
| Marília        | 0   | 3 | 0 | 0 | 3 | 6  | 9  | -3 |

| 3 de janeiro | São Bento | 0 – 2     | Grêmio Barueri         | Estádio Dr. José Sidney Cunha, Capão Bonito |
| 9:00         |           | Relatório | Wallan 34' · Diego 40' | Árbitro: SP Leandro Camargo Costa           |

| 3 de janeiro | Paraná                                       | 4 – 3     | Marília                       | Estádio Dr. José Sidney da Cunha, Capão Bonito |
| 11:00        | Helber 2' · Érlon 5' · Amauri 81' · Caio 88' | Relatório | Danilo 31', 86' · Pimenta 75' | Árbitro: SP Luciano Monteiro dos Santos        |

| 6 de janeiro | São Bento                           | 3 – 2     | Marília                | Estádio Dr. José Sidney da Cunha, Capão Bonito |
| 14:00        | Celsinho 49' · Dudu 63' · Tonon 85' | Relatório | Ulisse 80' · Elbis 89' | Árbitro: SP Gilmar Pedroso Rocha               |

| 6 de janeiro | Grêmio Barueri             | 2 – 2     | Paraná                | Estádio Dr. José Sidney da Cunha, Capão Bonito |
| 16:00        | William Henrique 67' , 72' | Relatório | Élber 82' · Davis 89' | Árbitro: SP Márcio Roberto Soares              |

| 10 de janeiro | Marília        | 1 – 2     | Grêmio Barueri                     | Estádio Dr. José Sidney da Cunha, Capão Bonito |
| 14:00         | Alex 32' (pen) | Relatório | Douglas 30' · William Henrique 33' | Árbitro: SP José Maria Ferraz Filho            |

| 10 de janeiro | São Bento | 0 – 4     | Paraná                                                   | Estádio Dr. José Sidney da Cunha, Capão Bonito |
| 16:00         |           | Relatório | Marcelo 6' · Vinicius 29' · Caio 59' · Marco Antonio 89' | Árbitro: SP Alexandre Bigai Miranda            |

### Grupo C (Limeira)
| Time                  | Pts | J | V | E | D | GP | GS | SG |
| --------------------- | --- | - | - | - | - | -- | -- | -- |
| Inter de Limeira      | 7   | 3 | 2 | 1 | 0 | 6  | 4  | +2 |
| Mogi Mirim            | 4   | 3 | 1 | 1 | 1 | 5  | 4  | +1 |
| Internacional         | 4   | 3 | 1 | 1 | 1 | 8  | 8  | 0  |
| Atlético Pernambucano | 1   | 3 | 0 | 1 | 2 | 5  | 8  | -3 |

| 3 de janeiro | Inter de Limeira | 1 – 0  | Mogi Mirim | Estádio Limeirão, Limeira     |
| 14:00        | Luquinha 50'     | Súmula |            | Árbitro: SP José Paulo Canale |

| 3 de janeiro | Internacional                            | 4 – 2  | Atlético Pernambucano    | Estádio Limeirão, Limeira                 |
| 16:00        | Felipe 10', 12' · Lima 66' · Eduardo 80' | Súmula | Alisson 14' · Thales 50' | Árbitro: SP Alberto Jorge Nogueira Junior |

| 7 de janeiro | Inter de Limeira          | 3 – 2  | Atlético Pernambucano          | Estádio Limeirão, Limeira  |
| 17:00        | Renan 18' · Rato 35', 44' | Súmula | Thales 65' (pen) · Romário 83' | Árbitro: SP Rafael Porcari |

| 7 de janeiro | Mogi Mirim                                            | 4 – 2  | Internacional           | Estádio Limeirão, Limeira |
| 19:00        | Eduardo 10' · Leandro 14' · Rodolfo 62' · Everton 72' | Súmula | Lucas 73' · Romário 87' | Árbitro: SP Raphael Claus |

| 10 de janeiro | Inter de Limeira   | 2 – 2  | Internacional           | Estádio Limeirão, Limeira       |
| 14:00         | Caio 8' · Rato 64' | Súmula | Romário 17' · Lucas 69' | Árbitro: SP Cássio Luiz Zancopé |

| 10 de janeiro | Atlético Pernambucano | 1 – 1  | Mogi Mirim    | Estádio Limeirão, Limeira                 |
| 16:00         | Thales 88'            | Súmula | Guilherme 38' | Árbitro: SP Rogério dos Santos Laranjeira |

### Grupo D (Campinas)
| Time          | Pts | J | V | E | D | GP | GS | SG |
| ------------- | --- | - | - | - | - | -- | -- | -- |
| Sport Barueri | 7   | 3 | 2 | 1 | 0 | 5  | 3  | +2 |
| Ponte Preta   | 5   | 3 | 1 | 2 | 0 | 8  | 3  | +5 |
| Brasiliense   | 4   | 3 | 1 | 1 | 1 | 3  | 2  | +1 |
| Vilavelhense  | 0   | 3 | 0 | 0 | 3 | 1  | 9  | -8 |

| 3 de janeiro | Sport Barueri                 | 2 – 2  | Ponte Preta     | Estádio Cerecamp, Campinas             |
| 9:00         | Pedro 50' · Luiz Henrique 66' | Súmula | Robson 11', 89' | Árbitro: SP Sérgio Ricardo de Oliveira |

| 3 de janeiro | Brasiliense             | 2 – 0  | Vilavelhense | Estádio Cerecamp, Campinas        |
| 11:00        | Jonathan 2' · Celso 75' | Súmula |              | Árbitro: SP Edson Pereira Santana |

| 6 de janeiro | Sport Barueri          | 2 – 1  | Vilavelhense   | Estádio Cerecamp, Campinas      |
| 14:00        | Eduardo 17' · Caio 31' | Súmula | Yuri 73' (pen) | Árbitro: SP Kleber José de Melo |

| 6 de janeiro | Ponte Preta   | 1 – 1  | Brasiliense   | Estádio Cerecamp, Campinas           |
| 16:00        | Marquinho 30' | Súmula | Pedro Ivo 37' | Árbitro: SP Alysson Fernandes Matias |

| 10 de janeiro | Vilavelhense | 0 – 5  | Ponte Preta                                                        | Estádio Cerecamp, Campinas          |
| 14:00         |              | Súmula | Galvão 49' · Burque 54' · Davidson 69' · Robson 76' · Maurilio 89' | Árbitro: SP Paulo Sérgio dos Santos |

| 10 de janeiro | Sport Barueri     | 1 – 0  | Brasiliense | Estádio Cerecamp, Campinas            |
| 16:00         | Luiz Henrique 50' | Súmula |             | Árbitro: SP Giuliano Dutra Pellegrini |

### Grupo E (Louveira)
| Time                | Pts | J | V | E | D | GP | GS | SG |
| ------------------- | --- | - | - | - | - | -- | -- | -- |
| Guarani             | 9   | 3 | 3 | 0 | 0 | 5  | 1  | +4 |
| Rio Preto           | 6   | 3 | 2 | 0 | 1 | 7  | 2  | +5 |
| Fluminense de Feira | 1   | 3 | 0 | 1 | 2 | 3  | 6  | -3 |
| Funorte             | 1   | 3 | 0 | 1 | 2 | 1  | 7  | -6 |

| 3 de janeiro | Guarani   | 1 – 0  | Rio Preto | Estádio Municipal José Silveira Nunes, Louveira |
| 14:00        | Pedro 86' | Súmula |           | Árbitro: SP Luiz Vanderlei Martinucho           |

| 3 de janeiro | Fluminense de Feira | 1 – 1  | Funorte   | Estádio José Silveira Nunes, Louveira |
| 16:00        | Jonathan 51'        | Súmula | Ícaro 78' | Árbitro: SP Marcelo Pereira da Silva  |

| 6 de janeiro | Guarani                     | 2 – 0  | Funorte | Estádio José Silveira Nunes, Louveira           |
| 14:00        | Marcos Vinícius 43' , 90+5' | Súmula |         | Árbitro: SP Norberto Luciano Santos da Silveira |

| 6 de janeiro | Rio Preto                                      | 3 – 1  | Fluminense de Feira | Estádio José Silveira Nunes, Louveira |
| 16:00        | Leonardo 12' · Eduardo 61' · Gabriel Ramos 65' | Súmula | Jonathan 72'        | Árbitro: SP Thiago de Oliveira Rosa   |

| 10 de janeiro | Funorte | 0 – 4  | Rio Preto                                          | Estádio José Silveira Nunes, Louveira |
| 14:00         |         | Súmula | Leonardo 6' · Diego Henrique 33' , 64' · Paulo 47' |                                       |

| 10 de janeiro | Guarani        | 2 – 1  | Fluminense de Feira | Estádio José Silveira Nunes, Louveira |
| 16:00         | Eloi 29' , 59' | Súmula | Bruno 66'           |                                       |

### Grupo F (São Bernardo do Campo)
| Time            | Pts | J | V | E | D | GP | GS | SG |
| --------------- | --- | - | - | - | - | -- | -- | -- |
| Primeira Camisa | 7   | 3 | 2 | 1 | 0 | 8  | 4  | +4 |
| Fluminense      | 7   | 3 | 2 | 1 | 0 | 7  | 5  | +2 |
| São Bernardo    | 3   | 3 | 1 | 0 | 2 | 3  | 6  | -3 |
| XV de Jaú       | 0   | 3 | 0 | 0 | 3 | 1  | 4  | -3 |

| 4 de janeiro | São Bernardo | 0 – 3  | Primeira Camisa                   | Estádio Baetão, São Bernardo do Campo |
| 14:00        |              | Súmula | Douglas 2' · João Gabriel 9', 57' | Árbitro: SP Danilo Luque Ribeiro      |

| 4 de janeiro | Fluminense           | 1 – 0  | XV de Jaú | Estádio Baetão, São Bernardo do Campo |
| 16:00        | Wellington 89' (pen) | Súmula |           | Árbitro: SP Alex Leite Palmira        |

| 7 de janeiro | Primeira Camisa           | 3 – 3  | Fluminense                                       | Estádio Baetão, São Bernardo do Campo |
| 14:00        | Dênis 18' · Yago 36', 55' | Súmula | Wellington 21' · Gean 24' · Matheus Carvalho 73' | Árbitro: SP Wander Escardine          |

| 7 de janeiro | São Bernardo | 1 – 0  | XV de Jaú | Estádio Baetão, São Bernardo do Campo |
| 16:00        | Marcelo 29'  | Súmula |           | Árbitro: SP Magno de Sousa Lima Neto  |

| 10 de janeiro | XV de Jaú     | 1 – 2  | Primeira Camisa         | Estádio Baetão, São Bernardo do Campo |
| 17:00         | Alexandre 76' | Súmula | Dênis 10' · Douglas 68' | Árbitro: SP Roberto Carlos de Andrade |

| 10 de janeiro | São Bernardo                  | 2 – 3  | Fluminense                                              | Estádio Baetão, São Bernardo do Campo |
| 19:00         | Dudu 13' (g.c.) · Willian 24' | Súmula | Wellington Silva 31' · Stéfano 36' · Bruninho 89' (pen) | Árbitro: SP Jose Claudio Rocha Filho  |

### Grupo G (Indaiatuba)
| Time        | Pts | J | V | E | D | GP | GS | SG  |
| ----------- | --- | - | - | - | - | -- | -- | --- |
| Vitória     | 7   | 3 | 2 | 1 | 0 | 3  | 1  | +2  |
| Primavera   | 6   | 3 | 2 | 0 | 1 | 6  | 2  | +4  |
| Santo André | 4   | 3 | 1 | 1 | 1 | 14 | 1  | +13 |
| Santana     | 0   | 3 | 0 | 0 | 3 | 0  | 19 | -19 |

| 4 de janeiro | Primavera    | 1 – 0 | Santo André | Estádio Ítalo Limongi, Indaiatuba  |
| 14:00        | Jheckson 64' |       |             | Árbitro: SP Camilo Morais Zarpelão |

| 4 de janeiro | Vitória     | 1 – 0 | Santana | Estádio Ítalo Limongi, Indaiatuba |
| 16:00        | Clayton 43' |       |         | Árbitro: SP Alessandro Darcie     |

| 6 de janeiro | Primavera                                            | 4 – 0  | Santana | Estádio Ítalo Limongi, Indaiatuba     |
| 14:00        | Oberdan 1' (g.c.) · Luccas 46' · Mirandinha 88', 89' | Súmula |         | Árbitro: SP Demetrius Pinto Candançan |

| 6 de janeiro | Santo André | 0 – 0  | Vitória | Estádio Ítalo Limongi, Indaiatuba  |
| 16:00        |             | Súmula |         | Árbitro: SP Leandro Bizzio Marinho |

| 9 de janeiro | Santana | 0 – 14 | Santo André | Estádio Ítalo Limongi, Indaiatuba |
| 14:00        |         | Súmula | Clayton 15' · Givanildo 20', 27', 57', 73' · Anderson 33' (pen), 44' (pen) · Paulo Vitor 39' · Rafael 41', 56' · Matheus 66' · Luiz Muller 81' · Daniel 87' · Alex 89' | Árbitro: SP Eduardo Dul           |

| 9 de janeiro | Primavera   | 1 – 2  | Vitória                 | Estádio Ítalo Limongi, Indaiatuba             |
| 16:00        | Augusto 68' | Súmula | Cristian 3' · Lucas 28' | Árbitro: SP Marcos Silva dos Santos Gonçalves |

### Grupo H (Jaguariúna)
| Time        | Pts | J | V | E | D | GP | GS | SG  |
| ----------- | --- | - | - | - | - | -- | -- | --- |
| São Paulo   | 9   | 3 | 3 | 0 | 0 | 15 | 0  | +15 |
| CSA         | 2   | 3 | 0 | 2 | 1 | 3  | 7  | -4  |
| Avaí        | 2   | 3 | 0 | 2 | 1 | 4  | 9  | -5  |
| Operário-MS | 2   | 3 | 0 | 2 | 1 | 3  | 9  | -6  |

| 3 de janeiro | Avaí                        | 2 – 2  | Operário-MS                    | Estádio Alfredo Chiavegato, Jaguariúna      |
| 14:00        | Leonardo 19' · Mauricio 56' | Súmula | Shedon 44' · Eduardo 84' (pen) | Árbitro: SP Eduardo Constantino de Oliveira |

| 3 de janeiro | São Paulo                                          | 4 – 0  | CSA | Estádio Alfredo Chiavegato, Jaguariúna |
| 16:00        | Lucas Gaúcho 15', 26' · Ronieli 60' · Jeferson 79' | Súmula |     | Árbitro: SP Ulisses Antonio Zampieri   |

| 6 de janeiro | São Paulo                                                                                              | 6 – 0  | Operário-MS | Estádio Alfredo Chiavegato, Jaguariúna |
| 14:00        | Lucas Gaúcho 6' · Ronieli 33' · Jeferson 58' · Paulo Henrique 64' · Filipe Aguai 85' · Lucas Moura 88' | Súmula |             | Árbitro: SP Flavio Rodrigues Guerra    |

| 6 de janeiro | CSA                            | 2 – 2  | Avaí                         | Estádio Alfredo Chiavegato, Jaguariúna       |
| 16:00        | Staney 40' · Felipe Heleno 50' | Súmula | Daniel 82' · Léo Carioca 86' | Árbitro: SP Antonio Rogério Batista do Prado |

| 9 de janeiro | São Paulo                                                      | 5 – 0  | Avaí | Estádio Alfredo Chiavegato, Jaguariúna  |
| 14:00        | Ronieli 30' · Lucas Gaúcho 44', 67' · Dener 48' · Jeferson 66' | Súmula |      | Árbitro: SP Luciano Monteiro dos Santos |

| 9 de janeiro | Operário-MS  | 1 – 1  | CSA            | Estádio Alfredo Chiavegato, Jaguariúna |
| 16:00        | Leonardo 27' | Súmula | Wellington 65' | Árbitro: SP Muriel Severino            |

### Grupo I (Ribeirão Preto)
| Time             | Pts | J | V | E | D | GP | GS | SG |
| ---------------- | --- | - | - | - | - | -- | -- | -- |
| América-SP       | 7   | 3 | 2 | 1 | 0 | 4  | 2  | +2 |
| Olé Brasil       | 4   | 3 | 1 | 1 | 1 | 5  | 5  | 0  |
| Atlético Mineiro | 3   | 3 | 1 | 0 | 2 | 8  | 5  | +3 |
| Fortaleza        | 3   | 3 | 1 | 0 | 2 | 4  | 9  | -5 |

| 4 de janeiro | Olé Brasil                 | 1 – 2  | Fortaleza                 | Estádio Palma Travassos, Ribeirão Preto  |
| 17:00        | Fabio Bulgarelli 19' (pen) | Súmula | Marllon 28' · Romário 74' | Árbitro: SP Paulo Estevão Alves da Silva |

| 4 de janeiro | Atlético Mineiro | 0 – 1  | América-SP  | Estádio Palma Travassos, Ribeirão Preto |
| 19:00        |                  | Súmula | Gabriel 82' | Árbitro: SP Junior Cesar da Silva       |

| 6 de janeiro | Olé Brasil | 1 – 1  | América-SP           | Estádio Palma Travassos, Ribeirão Preto |
| 14:00        | Andre 26'  | Súmula | Eder Sales 60' (pen) | Árbitro: SP Marcio Henrique de Gois     |

| 6 de janeiro | Fortaleza    | 1 – 6  | Atlético Mineiro                                                             | Estádio Palma Travassos, Ribeirão Preto |
| 16:00        | Vinicius 44' | Súmula | Sidimar 29' · Jackson 40' · João Pedro 42', 89' · Breno 67' (pen) · Eron 87' | Árbitro: SP Thiago Silva Egidio         |

| 9 de janeiro | América-SP             | 2 – 1  | Fortaleza         | Estádio Palma Travassos, Ribeirão Preto |
| 17:00        | Rodrigo 52' · Alex 60' | Súmula | Eduardo 62' (pen) | Árbitro: SP Marcos Antonio Gomes Filho  |

| 9 de janeiro | Olé Brasil                                    | 3 – 2  | Atlético Mineiro                   | Estádio Palma Travassos, Ribeirão Preto |
| 19:00        | Fabinho 29' (pen) · Fábio Bulgarelli 86', 89' | Súmula | Wescley 31' · João Pedro 47' (pen) | Árbitro: SP Sérgio da Rocha Gomes       |

### Grupo J (Piracicaba)
| Time             | Pts | J | V | E | D | GP | GS | SG |
| ---------------- | --- | - | - | - | - | -- | -- | -- |
| Juventude        | 5   | 3 | 1 | 2 | 0 | 3  | 2  | +1 |
| Vila Nova        | 4   | 3 | 1 | 1 | 1 | 5  | 3  | +2 |
| Juventus-SP      | 4   | 3 | 1 | 1 | 1 | 2  | 3  | -1 |
| XV de Piracicaba | 2   | 3 | 0 | 2 | 1 | 2  | 4  | -2 |

| 3 de janeiro | Juventude | 0 – 0  | Juventus-SP | Estádio Barão de Serra Negra, Piracicaba |
| 14:00        |           | Súmula |             | Árbitro: SP Luciano Alves de Lima        |

| 3 de janeiro | Vila Nova      | 1 – 1  | XV de Piracicaba | Estádio Barão de Serra Negra, Piracicaba |
| 16:00        | Rondinelli 65' | Súmula | César 90+3'      | Árbitro: SP Eduardo Dul                  |

| 6 de janeiro | Juventus-SP | 0 – 3 | Vila Nova                       | Estádio Barão de Serra Negra, Piracicaba |
| 14:00        |             |       | Thales 26' , 36' · Henrique 83' |                                          |

| 6 de janeiro | Juventude    | 1 – 1 | XV de Piracicaba | Estádio Barão de Serra Negra, Piracicaba |
| 16:00        | Nedílson 30' |       | Hugo 57'         |                                          |

| 10 de janeiro | Juventude              | 2 – 1  | Vila Nova  | Estádio Barão de Serra Negra, Piracicaba |
| 14:00         | Hiago 32' (P), 62' (P) | Súmula | Thales 33' |                                          |

| 10 de janeiro | XV de Piracicaba | 0 – 2  | Juventus-SP                             | Estádio Barão de Serra Negra, Piracicaba |
| 16:00         |                  | Súmula | Wallace Oliveira 75' · Jonathan 80' (P) |                                          |

### Grupo K (Araraquara)
| Time        | Pts | J | V | E | D | GP | GS | SG |
| ----------- | --- | - | - | - | - | -- | -- | -- |
| Corinthians | 9   | 3 | 3 | 0 | 0 | 10 | 2  | +8 |
| Ferroviária | 6   | 3 | 2 | 0 | 1 | 6  | 4  | +2 |
| Vila Aurora | 3   | 3 | 1 | 0 | 2 | 2  | 4  | -2 |
| Araguaína   | 0   | 3 | 0 | 0 | 3 | 1  | 9  | -8 |

| 3 de janeiro | Ferroviária             | 2 – 0  | Vila Aurora | Estádio Fonte Luminosa, Araraquara |
| 19:00        | Leandro 3' · Campos 90' | Súmula |             | Árbitro: SP Uelington Rosa Pereira |

| 3 de janeiro | Corinthians                                              | 5 – 0  | Araguaína | Estádio Fonte Luminosa, Araraquara     |
| 21:00        | Willian 10' , 18' · Taubaté 54' · Jádson 75' · Elias 87' | Súmula |           | Árbitro: SP Marcos Antonio Gomes Filho |

| 6 de janeiro | Ferroviária              | 2 – 1  | Araguaína | Estádio Fonte Luminosa, Araraquara   |
| 19:00        | Campos 38' · Leandro 57' | Súmula | Tuchê 85' | Árbitro: SP Luiz Carlos Ramos Júnior |

| 6 de janeiro | Vila Aurora | 0 – 2  | Corinthians               | Estádio Fonte Luminosa, Araraquara |
| 21:00        |             | Súmula | Claudir 18' · Willian 72' | Árbitro: SP Marcelo Rogério        |

| 10 de janeiro | Araguaína | 0 – 2  | Vila Aurora                  | Estádio Fonte Luminosa, Araraquara |
| 14:00         |           | Súmula | Bruno Reis 5' · Mota 76' (P) |                                    |

| 10 de janeiro | Ferroviária                      | 2 – 3  | Corinthians                     | Estádio Fonte Luminosa, Araraquara |
| 16:00         | Tomás 75' (P) · Renato 90+2' (P) | Súmula | Taubaté 28' , 62' · William 82' |                                    |

### Grupo L (Americana)
| Time            | Pts | J | V | E | D | GP | GS | SG |
| --------------- | --- | - | - | - | - | -- | -- | -- |
| América Mineiro | 9   | 3 | 3 | 0 | 0 | 4  | 0  | +4 |
| São Caetano     | 4   | 3 | 1 | 1 | 1 | 6  | 4  | +2 |
| Rio Branco-SP   | 4   | 3 | 1 | 1 | 1 | 4  | 4  | 0  |
| Americano-MA    | 0   | 3 | 0 | 0 | 3 | 3  | 9  | -6 |

| 3 de janeiro | Rio Branco-SP | 1 – 1  | São Caetano | Estádio Décio Vitta, Americana |
| 14:00        | Pedrinho 79'  | Súmula | Celso 75'   | Árbitro: SP Marcelo Saltori    |

| 3 de janeiro | América Mineiro | 1 – 0  | Americano-MA | Estádio Décio Vitta, Americana        |
| 16:00        | Túlio 3'        | Súmula |              | Árbitro: SP Roberto Carlos de Andrade |

| 6 de janeiro | Rio Branco-SP                                | 3 – 2 | Americano-MA                      | Estádio Décio Vitta, Americana |
| 14:00        | Índio 30' · André Luis 44' (pen) · Lucas 60' |       | Robinho 15' · Joãozinho 46' (pen) |                                |

| 6 de janeiro | São Caetano | 0 – 2  | América Mineiro                 | Estádio Décio Vitta, Americana     |
| 16:00        |             | Súmula | Túlio 36' (pen) · Alexandre 72' | Árbitro: SP Milton Etsuo Ballerini |

| 10 de janeiro | Americano-MA | 1 – 5  | São Caetano                                             | Estádio Décio Vitta, Americana       |
| 14:00         | Robinho 89'  | Súmula | Ney 10', 44' · Ronelli 20' · Val 24' (g.c.) · Celso 76' | Árbitro: SP Luciano Rodrigo Lealdini |

| 10 de janeiro | Rio Branco-SP | 0 – 1  | América Mineiro     | Estádio Décio Vitta, Americana |
| 16:00         |               | Súmula | Carlos Henrique 31' | Árbitro: SP Jorge Torres       |

### Grupo M (Vinhedo)
| Time          | Pts | J | V | E | D | GP | GS | SG |
| ------------- | --- | - | - | - | - | -- | -- | -- |
| Coritiba      | 7   | 3 | 2 | 1 | 0 | 6  | 2  | +4 |
| Pão de Açúcar | 7   | 3 | 2 | 1 | 0 | 7  | 4  | +3 |
| CSP           | 1   | 3 | 0 | 1 | 2 | 2  | 5  | -3 |
| Sertãozinho   | 1   | 3 | 0 | 1 | 2 | 2  | 6  | -4 |

| 3 de janeiro | Pão de Açúcar                           | 3 – 1  | Sertãozinho        | Estádio Nelo Bracalente, Vinhedo     |
| 14:00        | Lucas Casotti 39' · Lucas 50' · Léo 77' | Súmula | Alisson Danilo 64' | Árbitro: SP Luciano Rodrigo Lealdini |

| 3 de janeiro | Coritiba                                | 2 – 0  | CSP | Estádio Nelo Bracalente, Vinhedo |
| 16:00        | André dos Santos 55' · Luiz Eduardo 76' | Súmula |     | Árbitro: SP Douglas Marcucci     |

| 6 de janeiro | Pão de Açúcar           | 2 – 1  | CSP       | Estádio Nelo Bracalente, Vinhedo      |
| 14:00        | Gustavo 44' · Ingro 89' | Súmula | Hélio 81' | Árbitro: SP Mauricio Antonio Fioretti |

| 6 de janeiro | Sertãozinho | 0 – 2  | Coritiba                         | Estádio Nelo Bracalente, Vinhedo  |
| 16:00        |             | Súmula | André dos Santos 35' · Jânio 44' | Árbitro: SP Sérgio Benedito Júlio |

| 10 de janeiro | CSP          | 1 – 1  | Sertãozinho | Estádio Nelo Bracalente, Vinhedo |
| 14:00         | Anderson 35' | Súmula | Everton 75' |                                  |

| 10 de janeiro | Pão de Açúcar                    | 2 – 2  | Coritiba                                   | Estádio Nelo Bracalente, Vinhedo |
| 16:00         | Rafael Diniz 1' · Gustavinho 31' | Súmula | André dos Santos 29' · Anderson 87' (g.c.) |                                  |

### Grupo N (São José dos Campos)
| Time        | Pts | J | V | E | D | GP | GS | SG |
| ----------- | --- | - | - | - | - | -- | -- | -- |
| Confiança   | 7   | 3 | 2 | 1 | 0 | 8  | 4  | +4 |
| Grêmio      | 4   | 3 | 1 | 1 | 1 | 4  | 4  | 0  |
| Nacional-AM | 3   | 3 | 1 | 0 | 2 | 3  | 4  | -1 |
| São José-SP | 3   | 3 | 1 | 0 | 2 | 4  | 7  | -3 |

| 3 de janeiro | São José-SP | 1 – 0  | Nacional-AM | Estádio Martins Pereira, São José dos Campos |
| 17:00        | Netinho 85' | Súmula |             | Árbitro: SP Leomar Oliveira Neves            |

| 3 de janeiro | Grêmio       | 1 – 1  | Confiança  | Estádio Martins Pereira, São José dos Campos |
| 19:00        | Fernando 24' | Súmula | Valber 50' | Árbitro: SP Cleber Oliveira de Carvalho      |

| 6 de janeiro | São José-SP     | 2 – 5  | Confiança                                                 | Estádio Martins Pereira, São José dos Campos |
| 17:00        | Lennon 19', 88' | Súmula | Deivisson 21' · Índio 35' · Bruno 71' · Henrique 85', 89' | Árbitro: SP Marcelo Duarte                   |

| 6 de janeiro | Nacional-AM                   | 2 – 1  | Grêmio             | Estádio Martins Pereira, São José dos Campos |
| 19:00        | Darligson 8' · João Paulo 67' | Súmula | Fernando 83' (pen) | Árbitro: SP Edson Reis Pavani Junior         |

| 9 de janeiro | Confiança                 | 2 – 1  | Nacional-AM | Estádio Martins Pereira, São José dos Campos |
| 19:00        | Alyson 70' · Ezequiel 74' | Súmula | Drawlid 31' | Árbitro: SP Ilbert Estevam da Silva          |

| 9 de janeiro | São José-SP | 1 – 2  | Grêmio                  | Estádio Martins Pereira, São José dos Campos |
| 21:00        | Herbert 15' | Súmula | Bérgson 28' · Brock 55' | Árbitro: SP Fabio de Jesus Volpato Mendes    |

### Grupo O (Araras)
| Time              | Pts | J | V | E | D | GP | GS | SG |
| ----------------- | --- | - | - | - | - | -- | -- | -- |
| CFZ de Brasília   | 7   | 3 | 2 | 1 | 0 | 10 | 6  | +4 |
| Vasco da Gama     | 7   | 3 | 2 | 1 | 0 | 9  | 7  | +2 |
| Atlético Sorocaba | 3   | 3 | 1 | 0 | 2 | 4  | 6  | -2 |
| União São João    | 0   | 3 | 0 | 0 | 3 | 2  | 6  | -4 |

| 2 de janeiro | União São João | 0 – 1  | Atlético Sorocaba | Estádio Dr. Hermínio Ometto, Araras  |
| 14:00        |                | Súmula | Anderson 70'      | Árbitro: SP Jose Claudio Rocha Filho |

| 2 de janeiro | Vasco da Gama                                                     | 4 – 4  | CFZ de Brasília                                         | Estádio Dr. Hermínio Ometto, Araras |
| 16:00        | Jonathan 12' · Ari 60' · Ronaell 61' (g.c.) · Felipe Carvalho 82' | Súmula | Marcos Fernando 22' · Ronaell 29', 69' · Zé Roberto 30' | Árbitro: SP Anderson Andrade Pires  |

| 5 de janeiro | União São João | 1 – 3  | CFZ de Brasília                                 | Estádio Dr. Hermínio Ometto, Araras |
| 19:00        | Ribeiro 26'    | Súmula | Ronaell 14' · Carlyle 29' · Marcos Fernando 81' | Árbitro: SP Philippe Lombard        |

| 5 de janeiro | Atlético Sorocaba                 | 2 – 3  | Vasco da Gama                     | Estádio Dr. Hermínio Ometto, Araras |
| 21:00        | Hiago 34' · Alan Júnior 75' (pen) | Súmula | Roni 49' · Willen 52' , 58' (pen) | Árbitro: SP Robério Pereira Pires   |

| 8 de janeiro | CFZ de Brasília                                 | 3 – 1  | Atlético Sorocaba | Estádio Dr. Hermínio Ometto, Araras |
| 19:00        | Marcos Fernando 2' · Giuliano 85' · Carlyle 89' | Súmula | Hiago 73'         | Árbitro: SP Luciano Alves de Lima   |

| 8 de janeiro | União São João | 1 – 2  | Vasco da Gama             | Estádio Dr. Hermínio Ometto, Araras      |
| 21:00        | Bruno 74'      | Súmula | Jonathan 12' · Willen 76' | Árbitro: SP Paulo Estevão Alves da Silva |

### Grupo P (Rio Claro)
| Time         | Pts | J | V | E | D | GP | GS | SG |
| ------------ | --- | - | - | - | - | -- | -- | -- |
| Santos       | 6   | 3 | 2 | 0 | 1 | 10 | 6  | +4 |
| ABC          | 6   | 3 | 2 | 0 | 1 | 8  | 5  | +3 |
| Rio Claro    | 6   | 3 | 2 | 0 | 1 | 6  | 4  | +2 |
| Comercial-MS | 0   | 3 | 0 | 0 | 3 | 2  | 11 | -9 |

| 4 de janeiro | Rio Claro | 0 – 2  | ABC                     | Estádio Augusto Schimidt, Rio Claro   |
| 14:00        |           | Súmula | Rodrigo 51' · Isaac 62' | Árbitro: SP Leandro Carvalho da Silva |

| 4 de janeiro | Santos                                         | 4 – 1  | Comercial-MS | Estádio Augusto Schimidt, Rio Claro   |
| 16:00        | Willian 47', 63' · Renan Mota 78' · Felipe 81' | Súmula | Renan 54'    | Árbitro: SP Guilherme Carlos da Silva |

| 7 de janeiro | Rio Claro                               | 3 – 0  | Comercial-MS | Estádio Augusto Schimidt, Rio Claro |
| 14:00        | Helton 74' (pen), 85' · Rogerio Gil 79' | Súmula |              | Árbitro: SP Rodrigo Braghetto       |

| 7 de janeiro | ABC           | 2 – 4  | Santos                                    | Estádio Augusto Schimidt, Rio Claro  |
| 16:00        | Joan 74', 88' | Súmula | Nikão 16', 43' · Willian 44' · Wesley 82' | Árbitro: SP Elcio Paschoal Borborema |

| 10 de janeiro | Comercial-MS        | 1 – 4  | ABC                                                              | Estádio Augusto Schimidt, Rio Claro  |
| 9:00          | Marcos Vinicius 29' | Súmula | Álvaro 20' · Eunazio 33' (g.c.) · Jeckson 59' · Edson Felipe 64' | Árbitro: SP Marcelo Pereira da Silva |

| 10 de janeiro | Rio Claro                                     | 3 – 2  | Santos                   | Estádio Augusto Schimidt, Rio Claro   |
| 11:00         | Helton 7' (pen) · Ronei 44' · Rogerio Gil 63' | Súmula | Renan Mota 2' · Nikão 4' | Árbitro: SP Leonardo Vinicius Pereira |

### Grupo Q (Porto Feliz)
| Time              | Pts | J | V | E | D | GP | GS | SG |
| ----------------- | --- | - | - | - | - | -- | -- | -- |
| Figueirense       | 7   | 3 | 2 | 1 | 0 | 6  | 2  | +4 |
| Desportivo Brasil | 6   | 3 | 2 | 0 | 1 | 8  | 1  | +7 |
| Ceará             | 2   | 3 | 0 | 2 | 1 | 6  | 11 | -5 |
| União Barbarense  | 1   | 3 | 0 | 1 | 2 | 6  | 12 | -6 |

| 3 de janeiro | Desportivo Brasil                                                          | 5 – 0  | Ceará | Estádio Dr. Julien Fouque, Porto Feliz |
| 14:00        | Jonathan 22' · Ewerton 63' · Lindhberg 69' · Lennon 72' · Felipe Alves 80' | Súmula |       | Árbitro: SP Cristiano Luis Nalesso     |

| 3 de janeiro | Figueirense                                               | 4 – 1  | União Barbarense  | Estádio Dr. Julien Fouque, Porto Feliz |
| 16:00        | Héber 25', 40' · Roberto Oliveira 47' (pen) · Matheus 85' | Súmula | Diego Canário 63' | Árbitro: SP Jorge Torres               |

| 6 de janeiro | Desportivo Brasil                            | 3 – 0  | União Barbarense | Estádio Dr. Julien Fouque, Porto Feliz |
| 14:00        | Sérgio 29' (pen) · Rodrigo 58' · Ewerton 75' | Súmula |                  | Árbitro: SP Paulo Roberto de Sousa Jr  |

| 6 de janeiro | Ceará      | 1 – 1  | Figueirense | Estádio Dr. Julien Fouque, Porto Feliz    |
| 16:00        | Fágner 12' | Súmula | Héber 79'   | Árbitro: SP Eduardo César Coronado Coelho |

| 10 de janeiro | União Barbarense                                                            | 5 – 5  | Ceará                                                     | Estádio Dr. Julien Fouque, Porto Feliz |
| 14:00         | Rafael Carvalho 37' (pen) · Willian 40', 67' · Murilo 70' · Victor Hugo 76' | Súmula | Darlan 22', 62', 64' · Esiel 55' (pen) · Paulo Amorim 82' | Árbitro: SP Adalton William da Cunha   |

| 10 de janeiro | Desportivo Brasil | 0 – 1  | Figueirense | Estádio Dr. Julien Fouque, Porto Feliz |
| 16:00         |                   | Súmula | Héber 32'   | Árbitro: SP Thiago Luis Scarascati     |

### Grupo R (Leme)
| Time       | Pts | J | V | E | D | GP | GS | SG |
| ---------- | --- | - | - | - | - | -- | -- | -- |
| Bahia      | 6   | 3 | 2 | 0 | 1 | 11 | 2  | +9 |
| Marília    | 6   | 3 | 2 | 0 | 1 | 4  | 3  | +1 |
| Porto-PE   | 4   | 3 | 1 | 1 | 1 | 4  | 10 | -6 |
| EC Lemense | 1   | 3 | 0 | 1 | 2 | 4  | 8  | -4 |

| 3 de janeiro | EC Lemense  | 1 – 2  | Marília                    | Estádio Bruno Lazzarini, Leme  |
| 14:00        | Renatão 54' | Súmula | Renan 68' · Andrezinho 71' | Árbitro: SP Ageu Lima da Cunha |

| 3 de janeiro | Bahia                                                                                        | 7 – 0  | Porto-PE | Estádio Bruno Lazzarini, Leme        |
| 16:00        | Breno 10' · Wilson Júnior 23' · Lenine 42' (pen), 88' · Madson 44' · Fábio 82' · Danneil 87' | Súmula |          | Árbitro: SP Raphael dos Santos Alves |

| 7 de janeiro | EC Lemense       | 2 – 2  | Porto-PE               | Estádio Bruno Lazzarini, Leme    |
| 19:00        | Danilão 55', 79' | Súmula | David 21' · Alemão 86' | Árbitro: SP Emiliano Alves Costa |

| 7 de janeiro | Marília       | 1 – 0 | Bahia | Estádio Bruno Lazzarini, Leme |
| 21:00        | Guilherme 78' |       |       |                               |

| 10 de janeiro | Porto-PE           | 2 – 1  | Marília   | Estádio Bruno Lazzarini, Leme     |
| 16:00         | Sanderson 20', 44' | Súmula | Diego 50' | Árbitro: SP Leomar Oliveira Neves |

| 10 de janeiro | EC Lemense | 1 – 4  | Bahia                                                        | Estádio Bruno Lazzarini, Leme     |
| 18:00         | Ramiro 28' | Súmula | Breno 1' · Wilson Júnior 17' · Madson 25' · Lenine 31' (pen) | Árbitro: SP Junior Cesar da Silva |

### Grupo S (Taubaté)
| Time     | Pts | J | V | E | D | GP | GS | SG  |
| -------- | --- | - | - | - | - | -- | -- | --- |
| Paulista | 7   | 3 | 2 | 1 | 0 | 16 | 2  | +14 |
| Flamengo | 7   | 3 | 2 | 1 | 0 | 9  | 1  | +8  |
| Shallon  | 1   | 3 | 0 | 1 | 2 | 2  | 11 | -9  |
| Taubaté  | 1   | 3 | 0 | 1 | 2 | 1  | 14 | -13 |

| 3 de janeiro | Flamengo                                     | 3 – 0  | Shallon | Estádio Joaquim de Morais Filho, Taubaté |
| 14:00        | Dudu 17' · Eliabe 20' (pen) · João Vitor 46' | Súmula |         | Árbitro: SP Michel Douglas dos Santos    |

| 3 de janeiro | Taubaté | 0 – 8  | Paulista                                                                                             | Estádio Joaquim de Morais Filho, Taubaté |
| 16:00        |         | Súmula | Marcos Vinícius 27' · Carlão 47', 85' · Léo Oliveira 62' · David 71', 89' · Welder 74' · Fellipe 82' | Árbitro: SP Emiliano Alves Costa         |

| 6 de janeiro | Taubaté    | 1 – 1  | Shallon | Estádio Joaquim de Morais Filho, Taubaté |
| 14:00        | Michael 8' | Súmula | Raul 9' | Árbitro: SP Marcelo Krochmalnik          |

| 6 de janeiro | Paulista  | 1 – 1  | Flamengo | Estádio Joaquim de Morais Filho, Taubaté |
| 16:00        | David 76' | Súmula | Dudu 30' | Árbitro: SP Alessandro Darcie            |

| 9 de janeiro | Shallon     | 1 – 7  | Paulista                                                                            | Estádio Joaquim de Morais Filho, Taubaté  |
| 14:00        | Mineiro 22' | Súmula | Nenê Bonilha 18', 51' · Igor 34' · Carlos 44' (pen) · Samuel 59', 87' · Tutinha 79' | Árbitro: SP Alberto Jorge Nogueira Junior |

| 9 de janeiro | Taubaté | 0 – 5  | Flamengo                                                      | Estádio Joaquim de Morais Filho, Taubaté     |
| 16:00        |         | Súmula | Dudu 37', 76' · Christianno 41' · Michel 65' · João Vitor 79' | Árbitro: SP Carlos Roberto dos Santos Junior |

### Grupo T (São Carlos)
| Time          | Pts | J | V | E | D | GP | GS | SG  |
| ------------- | --- | - | - | - | - | -- | -- | --- |
| Palmeiras     | 9   | 3 | 3 | 0 | 0 | 13 | 3  | +10 |
| São Carlos    | 6   | 3 | 2 | 0 | 1 | 9  | 5  | +4  |
| Rio Branco-AC | 3   | 3 | 1 | 0 | 2 | 4  | 7  | -3  |
| Sorriso       | 0   | 3 | 0 | 0 | 3 | 0  | 11 | -11 |

| 4 de janeiro | São Carlos                                                  | 4 – 0  | Sorriso | Estádio Prof. Luís Augusto de Oliveira, São Carlos |
| 19:00        | Robertinho 14' · Andrei 43' · Emerson 57' · João Victor 76' | Súmula |         | Árbitro: SP Rafael Porcari                         |

| 4 de janeiro | Palmeiras                          | 4 – 1  | Rio Branco-AC     | Estádio Prof. Luís Augusto de Oliveira, São Carlos |
| 21:00        | Gilson 12', 64' · Gabriel 18', 87' | Súmula | Jardson 21' (pen) | Árbitro: SP Leonardo Vinicius Pereira              |

| 7 de janeiro | São Carlos                              | 3 – 1  | Rio Branco-AC | Estádio Prof. Luís Augusto de Oliveira, São Carlos |
| 19:00        | Emerson 40' · Lucas 80' · Guilherme 83' | Súmula | Jarlyson 89'  | Árbitro: SP Welton Orlando Wohnrath                |

| 7 de janeiro | Sorriso | 0 – 5  | Palmeiras                                                | Estádio Prof. Luís Augusto de Oliveira, São Carlos |
| 21:00        |         | Súmula | Miguel 22', 51' · Afonso 24' · Cristhian 30' · Mayko 63' | Árbitro: SP Luiz Flávio de Oliveira                |

| 10 de janeiro | Rio Branco-AC          | 2 – 0  | Sorriso | Estádio Prof. Luís Augusto de Oliveira, São Carlos |
| 19:00         | Wendell 31' · Alan 40' | Súmula |         | Árbitro: SP Edson Pereira Santana                  |

| 10 de janeiro | São Carlos                  | 2 – 4  | Palmeiras                                                          | Estádio Prof. Luís Augusto de Oliveira, São Carlos |
| 21:00         | Murilo 7' · João Victor 18' | Súmula | Afonso 26' · Gabriel Silva 63' · Luis Felipe 68' (pen) · Ramos 71' | Árbitro: SP Guilherme Carlos da Silva              |

### Grupo U (Paulínia)
| Time                | Pts | J | V | E | D | GP | GS | SG |
| ------------------- | --- | - | - | - | - | -- | -- | -- |
| Remo                | 6   | 3 | 2 | 0 | 1 | 4  | 3  | +1 |
| Atlético Paranaense | 6   | 3 | 2 | 0 | 1 | 3  | 2  | +1 |
| Paulínia            | 4   | 3 | 1 | 1 | 1 | 4  | 4  | 0  |
| Al-Hilal            | 1   | 3 | 0 | 1 | 2 | 2  | 4  | -2 |

| 3 de janeiro | Atlético Paranaense    | 1 – 0  | Al-Hilal | Estádio Luís Perissinoto, Paulínia  |
| 14:00        | Bruno Furlan 89' (pen) | Súmula |          | Árbitro: SP Alexandre Bigai Miranda |

| 3 de janeiro | Paulínia                             | 2 – 1  | Remo               | Estádio Luís Perissinoto, Paulínia     |
| 16:00        | João Vitor 57' · Guilherme Silva 63' | Súmula | Raphael 70' (g.c.) | Árbitro: SP Valdir Aparecido Montrazio |

| 6 de janeiro | Paulínia                 | 2 – 2  | Al-Hilal          | Estádio Luís Perissinoto, Paulínia       |
| 14:00        | Guilherme Silva 40', 78' | Súmula | Aljohani 49', 58' | Árbitro: SP Robinson José Andréa de Góes |

| 6 de janeiro | Remo                            | 2 – 1  | Atlético Paranaense | Estádio Luís Perissinoto, Paulínia |
| 16:00        | Zé Inácio 17' · Helanderson 89' | Súmula | Bruno Batista 56'   | Árbitro: SP Vinicius Furlan        |

| 9 de janeiro | Paulínia | 0 – 1  | Atlético Paranaense | Estádio Luís Perissinoto, Paulínia |
| 9:00         |          | Súmula | Bruno Furlan 11'    | Árbitro: SP Marcelo Saltori        |

| 9 de janeiro | Al-Hilal | 0 – 1  | Remo          | Estádio Luís Perissinoto, Paulínia |
| 11:00        |          | Súmula | Petterson 88' | Árbitro: SP Douglas Marcucci       |

### Grupo V (Guarulhos)
| Time             | Pts | J | V | E | D | GP | GS | SG  |
| ---------------- | --- | - | - | - | - | -- | -- | --- |
| Portuguesa       | 7   | 3 | 2 | 1 | 0 | 11 | 1  | +10 |
| Goiás            | 7   | 3 | 2 | 1 | 0 | 8  | 2  | +6  |
| Flamengo-SP      | 3   | 3 | 1 | 0 | 2 | 5  | 7  | -2  |
| Atlético Roraima | 0   | 3 | 0 | 0 | 3 | 1  | 15 | -14 |

| 3 de janeiro | Flamengo-SP | 1 – 3  | Portuguesa                | Estádio Antônio Soares de Oliveira, Guarulhos |
| 14:00        | Victor 26'  | Súmula | Danilo 6', 46' · Yago 17' | Árbitro: SP José Maria Ferraz Filho           |

| 3 de janeiro | Goiás                                                    | 5 – 0  | Atlético Roraima | Estádio Antônio Soares de Oliveira, Guarulhos |
| 16:00        | Tardelly 36', 48', 72' · Marcos Vinícius 65' · Roriz 69' | Súmula |                  | Árbitro: SP Gilmar Pedroso Rocha              |

| 6 de janeiro | Flamengo-SP             | 2 – 1  | Atlético Roraima | Estádio Antônio Soares de Oliveira, Guarulhos |
| 14:00        | Samuel 11' · Felipe 70' | Súmula | Lucas 49'        | Árbitro: SP Leandro Camargo Costa             |

| 6 de janeiro | Portuguesa | 0 – 0  | Goiás | Estádio Antônio Soares de Oliveira, Guarulhos |
| 16:00        |            | Súmula |       | Árbitro: SP Thiago Duarte Peixoto             |

| 10 de janeiro | Atlético Roraima | 0 – 8  | Portuguesa                                                                 | Estádio Antônio Soares de Oliveira, Guarulhos |
| 14:00         |                  | Súmula | Jean 10', 36' · Nilson 13', 29' · Danilo 18', 54' · Smaily 48' · Lucas 65' | Árbitro: SP Leandro Carvalho da Silva         |

| 10 de janeiro | Flamengo-SP              | 2 – 3  | Goiás                              | Estádio Antônio Soares de Oliveira, Guarulhos |
| 16:00         | Aurélio 57' · Victor 78' | Súmula | Roriz 21' · Sidimar 29' · Juan 68' | Árbitro: SP Alex Leite Palmira                |

### Grupo X (São Paulo)
| Time                   | Pts | J | V | E | D | GP | GS | SG |
| ---------------------- | --- | - | - | - | - | -- | -- | -- |
| Botafogo               | 7   | 3 | 2 | 1 | 0 | 10 | 5  | +5 |
| Nacional-SP            | 5   | 3 | 1 | 2 | 0 | 5  | 4  | +1 |
| Piauí                  | 3   | 3 | 1 | 0 | 2 | 7  | 9  | -2 |
| Desportiva Ferroviária | 1   | 3 | 0 | 1 | 2 | 8  | 12 | -4 |

| 3 de janeiro | Nacional-SP | 1 – 1  | Desportiva Ferroviária | Estádio Nicolau Alayon, São Paulo |
| 14:00        | Hélio 63'   | Súmula | Rafael 33'             | Árbitro: SP Cássio Luiz Zancopé   |

| 3 de janeiro | Botafogo                                       | 3 – 0  | Piauí | Estádio Nicolau Alayon, São Paulo    |
| 16:00        | Luiz Otávio 8' · Renan Leite 52' · Jônatas 89' | Súmula |       | Árbitro: SP Adalton William da Cunha |

| 6 de janeiro | Nacional-SP             | 2 – 1  | Piauí        | Estádio Nicolau Alayon, São Paulo        |
| 14:00        | Cleiton 49' · Hélio 89' | Súmula | Jhelyson 38' | Árbitro: SP Marco Antonio de Oliveira Sá |

| 6 de janeiro | Desportiva Ferroviária      | 3 – 5  | Botafogo                                                                      | Estádio Nicolau Alayon, São Paulo       |
| 16:00        | Rafael 12' · Lucas 13', 80' | Súmula | Luiz Otávio 58', 61' · Carlos Thiago 70' · Renan Leite 77' · Wesley 83' (pen) | Árbitro: SP Regildenia de Holanda Moura |

| 10 de janeiro | Piauí                                                            | 6 – 4  | Desportiva Ferroviária           | Estádio Nicolau Alayon, São Paulo |
| 9:00          | Denes 5', 38' · Hítalo 42' · Felipinho 69' · Raul 73' · Dedé 80' | Súmula | Lucas 18', 82', 89' · Rafael 71' | Árbitro: SP Danilo Luque Ribeiro  |

| 10 de janeiro | Nacional-SP      | 2 – 2  | Botafogo                 | Estádio Nicolau Alayon, São Paulo           |
| 11:00         | Cleiton 33', 56' | Súmula | Willian 30' · Wesley 89' | Árbitro: SP Eduardo Constantino de Oliveira |

### Índice técnico
| Pos. | Time                | Gr. | Pts | J | V | E | D | GP | GS | SG | Expulso | Penalizado com cartão amarelo |
| ---- | ------------------- | --- | --- | - | - | - | - | -- | -- | -- | ------- | ----------------------------- |
| 1    | Flamengo            | S   | 7   | 3 | 2 | 1 | 0 | 9  | 1  | +8 |         |                               |
| 2    | Goiás               | V   | 7   | 3 | 2 | 1 | 0 | 8  | 2  | +6 |         |                               |
| 3    | Pão de Açúcar       | M   | 7   | 3 | 2 | 1 | 0 | 7  | 4  | +3 |         |                               |
| 4    | Grêmio Barueri      | B   | 7   | 3 | 2 | 1 | 0 | 6  | 3  | +3 |         |                               |
| 5    | Vasco da Gama       | O   | 7   | 3 | 2 | 1 | 0 | 9  | 7  | +2 |         |                               |
| 6    | Fluminense          | F   | 7   | 3 | 2 | 1 | 0 | 7  | 5  | +2 |         |                               |
| 7    | Desportivo Brasil   | Q   | 6   | 3 | 2 | 0 | 1 | 8  | 2  | +6 |         |                               |
| 8    | Rio Preto           | E   | 6   | 3 | 2 | 0 | 1 | 7  | 2  | +5 |         |                               |
| 9    | São Carlos          | T   | 6   | 3 | 2 | 0 | 1 | 9  | 5  | +4 |         |                               |
| 10   | Primavera           | G   | 6   | 3 | 2 | 0 | 1 | 6  | 2  | +4 |         |                               |
| 11   | ABC                 | P   | 6   | 3 | 2 | 0 | 1 | 8  | 5  | +3 |         |                               |
| 12   | Ferroviária         | K   | 6   | 3 | 2 | 0 | 1 | 6  | 4  | +2 |         |                               |
| 13   | Marília             | R   | 6   | 3 | 2 | 0 | 1 | 4  | 2  | +2 |         |                               |
| 14   | Atlético Paranaense | U   | 6   | 3 | 2 | 0 | 1 | 3  | 2  | +1 |         |                               |
| 15   | Ponte Preta         | D   | 5   | 3 | 1 | 2 | 0 | 8  | 3  | +5 |         |                               |
| 16   | Nacional-SP         | X   | 5   | 3 | 1 | 2 | 0 | 5  | 4  | +1 |         |                               |
| 17   | São Caetano         | L   | 4   | 3 | 1 | 1 | 1 | 6  | 4  | +2 |         |                               |
| 18   | Vila Nova           | J   | 4   | 3 | 1 | 1 | 1 | 5  | 3  | +2 |         |                               |
| 19   | Mogi Mirim          | C   | 4   | 3 | 1 | 1 | 1 | 5  | 4  | +1 |         |                               |
| 20   | Olé Brasil          | I   | 4   | 3 | 1 | 1 | 1 | 5  | 5  | 0  |         |                               |
| 21   | Grêmio              | N   | 4   | 3 | 1 | 1 | 1 | 4  | 4  | 0  |         |                               |
| 22   | Botafogo-SP         | A   | 3   | 3 | 1 | 0 | 2 | 6  | 7  | -1 |         |                               |
| 23   | CSA                 | H   | 2   | 3 | 0 | 2 | 1 | 3  | 7  | -4 |         |                               |

## Fase final

### Tabela
As letras indicam os primeiros colocados dos grupos e os números indicam os classificados pelo índice técnico.
|  | Segunda fase | Segunda fase            | Segunda fase      |       |                       | Oitavas-de-finais | Oitavas-de-finais | Oitavas-de-finais |  |   | Quartas-de-finais | Quartas-de-finais | Quartas-de-finais |  |   | Semifinais   | Semifinais | Semifinais |  |   | Finais          | Finais | Finais |
|  |              |                         |                   |       |                       |                   |                   |                   |  |   |                   |                   |                   |  |   |              |            |            |  |   |                 |        |        |
|  | A            | Cruzeiro                | 1                 |       |                       |                   |                   |                   |  |   |                   |                   |                   |  |   |              |            |            |  |   |                 |        |        |
|  | B            | Paraná                  | 0                 |       |                       |                   |                   |                   |  |   |                   |                   |                   |  |   |              |            |            |  |   |                 |        |        |
|  | B            | Paraná                  | 0                 |       | A                     | Cruzeiro          | 1                 |                   |  |   |                   |                   |                   |  |   |              |            |            |  |   |                 |        |        |
|  |              |                         |                   |       | A                     | Cruzeiro          | 1                 |                   |  |   |                   |                   |                   |  |   |              |            |            |  |   |                 |        |        |
|  |              | C                       | Inter de Limeira  | 0     |                       |                   |                   |                   |  |   |                   |                   |                   |  |   |              |            |            |  |   |                 |        |        |
|  | C            | C                       | Inter de Limeira  | 0     | Inter de Limeira      | 2                 |                   |                   |  |   |                   |                   |                   |  |   |              |            |            |  |   |                 |        |        |
|  | C            |                         |                   |       | Inter de Limeira      | 2                 |                   |                   |  |   |                   |                   |                   |  |   |              |            |            |  |   |                 |        |        |
|  | D            | Sport Barueri           | 1                 |       |                       |                   |                   |                   |  |   |                   |                   |                   |  |   |              |            |            |  |   |                 |        |        |
|  | D            | Sport Barueri           | 1                 |       |                       |                   |                   |                   |  | A | Cruzeiro          | 1                 |                   |  |   |              |            |            |  |   |                 |        |        |
|  |              |                         |                   |       |                       |                   |                   |                   |  | A | Cruzeiro          | 1                 |                   |  |   |              |            |            |  |   |                 |        |        |
|  |              | H                       | São Paulo         | 2     |                       |                   |                   |                   |  |   |                   |                   |                   |  |   |              |            |            |  |   |                 |        |        |
|  | E            | H                       | São Paulo         | 2     | Guarani               | 3                 |                   |                   |  |   |                   |                   |                   |  |   |              |            |            |  |   |                 |        |        |
|  | E            |                         |                   |       | Guarani               | 3                 |                   |                   |  |   |                   |                   |                   |  |   |              |            |            |  |   |                 |        |        |
|  | F            | Primeira Camisa         | 2                 |       |                       |                   |                   |                   |  |   |                   |                   |                   |  |   |              |            |            |  |   |                 |        |        |
|  | F            | Primeira Camisa         | 2                 |       | E                     | Guarani           | 1                 |                   |  |   |                   |                   |                   |  |   |              |            |            |  |   |                 |        |        |
|  |              |                         |                   |       | E                     | Guarani           | 1                 |                   |  |   |                   |                   |                   |  |   |              |            |            |  |   |                 |        |        |
|  |              | H                       | São Paulo         | 5     |                       |                   |                   |                   |  |   |                   |                   |                   |  |   |              |            |            |  |   |                 |        |        |
|  | G            | H                       | São Paulo         | 5     | Vitória               | 0                 |                   |                   |  |   |                   |                   |                   |  |   |              |            |            |  |   |                 |        |        |
|  | G            |                         |                   |       | Vitória               | 0                 |                   |                   |  |   |                   |                   |                   |  |   |              |            |            |  |   |                 |        |        |
|  | H            | São Paulo               | 4                 |       |                       |                   |                   |                   |  |   |                   |                   |                   |  |   |              |            |            |  |   |                 |        |        |
|  | H            | São Paulo               | 4                 |       |                       |                   |                   |                   |  |   |                   |                   |                   |  | H | São Paulo    | 2          |            |  |   |                 |        |        |
|  |              |                         |                   |       |                       |                   |                   |                   |  |   |                   |                   |                   |  | H | São Paulo    | 2          |            |  |   |                 |        |        |
|  |              | J                       | Juventude         | 0     |                       |                   |                   |                   |  |   |                   |                   |                   |  |   |              |            |            |  |   |                 |        |        |
|  | I            | J                       | Juventude         | 0     | América-SP            | 1 (3)             |                   |                   |  |   |                   |                   |                   |  |   |              |            |            |  |   |                 |        |        |
|  | I            |                         |                   |       | América-SP            | 1 (3)             |                   |                   |  |   |                   |                   |                   |  |   |              |            |            |  |   |                 |        |        |
|  | J            | Juventude (pen)         | 1 (4)             |       |                       |                   |                   |                   |  |   |                   |                   |                   |  |   |              |            |            |  |   |                 |        |        |
|  | J            | Juventude (pen)         | 1 (4)             |       | J                     | Juventude         | 2                 |                   |  |   |                   |                   |                   |  |   |              |            |            |  |   |                 |        |        |
|  |              |                         |                   |       | J                     | Juventude         | 2                 |                   |  |   |                   |                   |                   |  |   |              |            |            |  |   |                 |        |        |
|  |              | K                       | Corinthians       | 1     |                       |                   |                   |                   |  |   |                   |                   |                   |  |   |              |            |            |  |   |                 |        |        |
|  | K            | K                       | Corinthians       | 1     | Corinthians           | 2                 |                   |                   |  |   |                   |                   |                   |  |   |              |            |            |  |   |                 |        |        |
|  | K            |                         |                   |       | Corinthians           | 2                 |                   |                   |  |   |                   |                   |                   |  |   |              |            |            |  |   |                 |        |        |
|  | L            | América Mineiro         | 0                 |       |                       |                   |                   |                   |  |   |                   |                   |                   |  |   |              |            |            |  |   |                 |        |        |
|  | L            | América Mineiro         | 0                 |       |                       |                   |                   |                   |  | J | Juventude (pen)   | 1 (2)             |                   |  |   |              |            |            |  |   |                 |        |        |
|  |              |                         |                   |       |                       |                   |                   |                   |  | J | Juventude (pen)   | 1 (2)             |                   |  |   |              |            |            |  |   |                 |        |        |
|  |              | O                       | CFZ de Brasília   | 1 (1) |                       |                   |                   |                   |  |   |                   |                   |                   |  |   |              |            |            |  |   |                 |        |        |
|  | M            | O                       | CFZ de Brasília   | 1 (1) | Coritiba              | 4                 |                   |                   |  |   |                   |                   |                   |  |   |              |            |            |  |   |                 |        |        |
|  | M            |                         |                   |       | Coritiba              | 4                 |                   |                   |  |   |                   |                   |                   |  |   |              |            |            |  |   |                 |        |        |
|  | N            | Confiança               | 2                 |       |                       |                   |                   |                   |  |   |                   |                   |                   |  |   |              |            |            |  |   |                 |        |        |
|  | N            | Confiança               | 2                 |       | M                     | Coritiba          | 1                 |                   |  |   |                   |                   |                   |  |   |              |            |            |  |   |                 |        |        |
|  |              |                         |                   |       | M                     | Coritiba          | 1                 |                   |  |   |                   |                   |                   |  |   |              |            |            |  |   |                 |        |        |
|  |              | O                       | CFZ de Brasília   | 4     |                       |                   |                   |                   |  |   |                   |                   |                   |  |   |              |            |            |  |   |                 |        |        |
|  | O            | O                       | CFZ de Brasília   | 4     | CFZ de Brasília (pen) | 2 (4)             |                   |                   |  |   |                   |                   |                   |  |   |              |            |            |  |   |                 |        |        |
|  | O            |                         |                   |       | CFZ de Brasília (pen) | 2 (4)             |                   |                   |  |   |                   |                   |                   |  |   |              |            |            |  |   |                 |        |        |
|  | 1            | Flamengo                | 2 (2)             |       |                       |                   |                   |                   |  |   |                   |                   |                   |  |   |              |            |            |  |   |                 |        |        |
|  | 1            | Flamengo                | 2 (2)             |       |                       |                   |                   |                   |  |   |                   |                   |                   |  |   |              |            |            |  | H | São Paulo (pen) | 1 (3)  |        |
|  |              |                         |                   |       |                       |                   |                   |                   |  |   |                   |                   |                   |  |   |              |            |            |  | H | São Paulo (pen) | 1 (3)  |        |
|  |              |                         |                   |       |                       |                   |                   |                   |  |   |                   |                   |                   |  |   |              |            |            |  |   | P               | Santos | 1 (0)  |
|  | P            | Santos                  | 3                 |       |                       |                   |                   |                   |  |   |                   |                   |                   |  |   |              |            |            |  |   | P               | Santos | 1 (0)  |
|  | P            | Santos                  | 3                 |       |                       |                   |                   |                   |  |   |                   |                   |                   |  |   |              |            |            |  |   |                 |        |        |
|  | 2            | Goiás                   | 0                 |       |                       |                   |                   |                   |  |   |                   |                   |                   |  |   |              |            |            |  |   |                 |        |        |
|  | 2            | Goiás                   | 0                 |       | P                     | Santos            | 1                 |                   |  |   |                   |                   |                   |  |   |              |            |            |  |   |                 |        |        |
|  |              |                         |                   |       | P                     | Santos            | 1                 |                   |  |   |                   |                   |                   |  |   |              |            |            |  |   |                 |        |        |
|  |              | 3                       | Pão de Açúcar     | 0     |                       |                   |                   |                   |  |   |                   |                   |                   |  |   |              |            |            |  |   |                 |        |        |
|  | Q            | 3                       | Pão de Açúcar     | 0     | Figueirense           | 0                 |                   |                   |  |   |                   |                   |                   |  |   |              |            |            |  |   |                 |        |        |
|  | Q            |                         |                   |       | Figueirense           | 0                 |                   |                   |  |   |                   |                   |                   |  |   |              |            |            |  |   |                 |        |        |
|  | 3            | Pão de Açúcar           | 1                 |       |                       |                   |                   |                   |  |   |                   |                   |                   |  |   |              |            |            |  |   |                 |        |        |
|  | 3            | Pão de Açúcar           | 1                 |       |                       |                   |                   |                   |  | P | Santos            | 3                 |                   |  |   |              |            |            |  |   |                 |        |        |
|  |              |                         |                   |       |                       |                   |                   |                   |  | P | Santos            | 3                 |                   |  |   |              |            |            |  |   |                 |        |        |
|  |              | S                       | Paulista          | 1     |                       |                   |                   |                   |  |   |                   |                   |                   |  |   |              |            |            |  |   |                 |        |        |
|  | R            | S                       | Paulista          | 1     | Bahia                 | 0                 |                   |                   |  |   |                   |                   |                   |  |   |              |            |            |  |   |                 |        |        |
|  | R            |                         |                   |       | Bahia                 | 0                 |                   |                   |  |   |                   |                   |                   |  |   |              |            |            |  |   |                 |        |        |
|  | 4            | Grêmio Barueri          | 1                 |       |                       |                   |                   |                   |  |   |                   |                   |                   |  |   |              |            |            |  |   |                 |        |        |
|  | 4            | Grêmio Barueri          | 1                 |       | 4                     | Grêmio Barueri    | 2                 |                   |  |   |                   |                   |                   |  |   |              |            |            |  |   |                 |        |        |
|  |              |                         |                   |       | 4                     | Grêmio Barueri    | 2                 |                   |  |   |                   |                   |                   |  |   |              |            |            |  |   |                 |        |        |
|  |              | S                       | Paulista          | 4     |                       |                   |                   |                   |  |   |                   |                   |                   |  |   |              |            |            |  |   |                 |        |        |
|  | S            | S                       | Paulista          | 4     | Paulista              | 3                 |                   |                   |  |   |                   |                   |                   |  |   |              |            |            |  |   |                 |        |        |
|  | S            |                         |                   |       | Paulista              | 3                 |                   |                   |  |   |                   |                   |                   |  |   |              |            |            |  |   |                 |        |        |
|  | 5            | Vasco da Gama           | 1                 |       |                       |                   |                   |                   |  |   |                   |                   |                   |  |   |              |            |            |  |   |                 |        |        |
|  | 5            | Vasco da Gama           | 1                 |       |                       |                   |                   |                   |  |   |                   |                   |                   |  | P | Santos (pen) | 3 (5)      |            |  |   |                 |        |        |
|  |              |                         |                   |       |                       |                   |                   |                   |  |   |                   |                   |                   |  | P | Santos (pen) | 3 (5)      |            |  |   |                 |        |        |
|  |              | T                       | Palmeiras         | 3 (3) |                       |                   |                   |                   |  |   |                   |                   |                   |  |   |              |            |            |  |   |                 |        |        |
|  | T            | T                       | Palmeiras         | 3 (3) | Palmeiras             | 3                 |                   |                   |  |   |                   |                   |                   |  |   |              |            |            |  |   |                 |        |        |
|  | T            |                         |                   |       | Palmeiras             | 3                 |                   |                   |  |   |                   |                   |                   |  |   |              |            |            |  |   |                 |        |        |
|  | 6            | Fluminense              | 1                 |       |                       |                   |                   |                   |  |   |                   |                   |                   |  |   |              |            |            |  |   |                 |        |        |
|  | 6            | Fluminense              | 1                 |       | T                     | Palmeiras (pen)   | 2 (5)             |                   |  |   |                   |                   |                   |  |   |              |            |            |  |   |                 |        |        |
|  |              |                         |                   |       | T                     | Palmeiras (pen)   | 2 (5)             |                   |  |   |                   |                   |                   |  |   |              |            |            |  |   |                 |        |        |
|  |              | 7                       | Desportivo Brasil | 2 (4) |                       |                   |                   |                   |  |   |                   |                   |                   |  |   |              |            |            |  |   |                 |        |        |
|  | U            | 7                       | Desportivo Brasil | 2 (4) | Remo                  | 0 (2)             |                   |                   |  |   |                   |                   |                   |  |   |              |            |            |  |   |                 |        |        |
|  | U            |                         |                   |       | Remo                  | 0 (2)             |                   |                   |  |   |                   |                   |                   |  |   |              |            |            |  |   |                 |        |        |
|  | 7            | Desportivo Brasil (pen) | 0 (4)             |       |                       |                   |                   |                   |  |   |                   |                   |                   |  |   |              |            |            |  |   |                 |        |        |
|  | 7            | Desportivo Brasil (pen) | 0 (4)             |       |                       |                   |                   |                   |  | T | Palmeiras         | 4                 |                   |  |   |              |            |            |  |   |                 |        |        |
|  |              |                         |                   |       |                       |                   |                   |                   |  | T | Palmeiras         | 4                 |                   |  |   |              |            |            |  |   |                 |        |        |
|  |              | V                       | Portuguesa        | 2     |                       |                   |                   |                   |  |   |                   |                   |                   |  |   |              |            |            |  |   |                 |        |        |
|  | V            | V                       | Portuguesa        | 2     | Portuguesa            | 2                 |                   |                   |  |   |                   |                   |                   |  |   |              |            |            |  |   |                 |        |        |
|  | V            |                         |                   |       | Portuguesa            | 2                 |                   |                   |  |   |                   |                   |                   |  |   |              |            |            |  |   |                 |        |        |
|  | 8            | Rio Preto               | 0                 |       |                       |                   |                   |                   |  |   |                   |                   |                   |  |   |              |            |            |  |   |                 |        |        |
|  | 8            | Rio Preto               | 0                 |       | V                     | Portuguesa        | 3                 |                   |  |   |                   |                   |                   |  |   |              |            |            |  |   |                 |        |        |
|  |              |                         |                   |       | V                     | Portuguesa        | 3                 |                   |  |   |                   |                   |                   |  |   |              |            |            |  |   |                 |        |        |
|  |              | X                       | Botafogo          | 0     |                       |                   |                   |                   |  |   |                   |                   |                   |  |   |              |            |            |  |   |                 |        |        |
|  | X            | X                       | Botafogo          | 0     | Botafogo (pen)        | 1 (3)             |                   |                   |  |   |                   |                   |                   |  |   |              |            |            |  |   |                 |        |        |
|  | X            |                         |                   |       | Botafogo (pen)        | 1 (3)             |                   |                   |  |   |                   |                   |                   |  |   |              |            |            |  |   |                 |        |        |
|  | 9            | São Carlos              | 1 (2)             |       |                       |                   |                   |                   |  |   |                   |                   |                   |  |   |              |            |            |  |   |                 |        |        |

### Segunda fase
| 12 de janeiro | Paulista                           | 3 – 1     | Vasco da Gama | Estádio Joaquim de Morais Filho, Taubaté |
| 14:00         | Carlão 31' (pen), 89' · Samuel 56' | Relatório | William 6'    | Árbitro: SP Anderson Andrade Pires       |

| 12 de janeiro | Vitória | 0 – 4     | São Paulo                                                     | Estádio Alfredo Chiavegato, Jaguariúna   |
| 16:00         |         | Relatório | Casemiro 57' · Dener 84' · Lucas Moura 85' · Lucas Gaúcho 89' | Árbitro: SP Marco Antonio de Oliveira Sá |

| 12 de janeiro | CFZ de Brasília  | 2 – 2     | Flamengo           | Estádio Dr. Hermínio Ometto, Araras  |
| 20:00         | Carlyle 13', 76' | Relatório | Guilherme 22', 59' | Árbitro: SP Luiz Carlos Ramos Júnior |

|                                                |       | Penalidades                               |  |
| Carlyle Ronaell Marcos Rogério Marcos Fernando | 4 – 2 | Lucas Quintino Michel Christiano Anderson |  |

| 13 de janeiro | Santos                                  | 3 – 0     | Goiás | Estádio Augusto Schimidt, Rio Claro |
| 14:00         | Renan Mota 12' · Alan 44' · William 46' | Relatório |       | Árbitro: SP Thiago Silva Egidio     |

| 13 de janeiro | Guarani                                  | 3 – 2     | Primeira Camisa           | Estádio Municipal José Silveira Nunes, Louveira |
| 16:00         | Guilherme 66', 73' · Marcos Vinícius 86' | Relatório | Leandro 42' · Douglas 48' | Árbitro: SP Thiago de Oliveira Rosa             |

| 13 de janeiro | América-SP      | 1 – 1     | Juventude | Estádio Palma Travassos, Ribeirão Preto |
| 16:00         | Éder Guedes 23' | Relatório | Hiago 4'  | Árbitro: SP Flavio Rodrigues de Souza   |

|                                                  |       | Penalidades                        |  |
| Éder Guedes Gabriel Alex Carlos Eduardo Fernando | 3 – 4 | Hiago Fabrício Alex Marcos Augusto |  |

| 13 de janeiro | Figueirense | 0 – 1     | Pão de Açúcar | Estádio Ítalo Mário Limongi, Indaiatuba |
| 16:00         |             | Relatório | Romário 25'   | Árbitro: SP Leonardo Vinicius Pereira   |

| 13 de janeiro | Bahia | 0 – 1     | Grêmio Barueri   | Estádio Bruno Lazzarini, Leme                   |
| 16:00         |       | Relatório | Vitor Salmaso 5' | Árbitro: SP Norberto Luciano Santos da Silveira |

| 13 de janeiro | Remo | 0 – 0     | Desportivo Brasil | Estádio Luís Perissinoto, Paulínia  |
| 16:00         |      | Relatório |                   | Árbitro: SP Marcio Henrique de Gois |

|                                            |       | Penalidades                                           |  |
| Tardelly Elanderson Alan Peterson Glaydson | 2 – 4 | Leandro Smith Gabriel Ramos Everton Felipe Alves Berg |  |

| 13 de janeiro | Portuguesa            | 2 – 0     | Rio Preto | Estádio Antônio Soares de Oliveira, Guarulhos |
| 16:00         | Danilo 32' · Jean 87' | Relatório |           | Árbitro: SP Marcelo Prieto Alfieri            |

| 13 de janeiro | Botafogo      | 1 – 1     | São Carlos      | Estádio Nicolau Alayon, São Paulo |
| 16:00         | Guilherme 21' | Relatório | João Victor 42' | Árbitro: SP Luciano Alves de Lima |

|                                                   |       | Penalidades                             |  |
| Felipe Oliveira Carlos Thiago Luiz Otávio Willian | 3 – 2 | Émerson Lucão Murilo Robinho Robertinho |  |

| 13 de janeiro | Coritiba                                  | 4 – 2     | Confiança                 | Estádio Martins Pereira, São José dos Campos |
| 19:00         | André dos Santos 6', 32', 85' · Jânio 57' | Relatório | Valber 44' · Ezequiel 72' | Árbitro: SP Valdir Aparecido Montrazio       |

| 13 de janeiro | Inter de Limeira           | 2 – 1     | Sport Barueri | Estádio Limeirão, Limeira                |
| 20:00         | Renan 8' (pen) · Weder 14' | Relatório | Caio 44'      | Árbitro: SP Robinson José Andréa de Góes |

| 13 de janeiro | Corinthians                  | 2 – 0     | América Mineiro | Estádio Fonte Luminosa, Araraquara  |
| 21:00         | Jonatan 40' · Marquinhos 88' | Relatório |                 | Árbitro: SP Welton Orlando Wohnrath |

| 14 de janeiro | Cruzeiro                   | 1 – 0     | Paraná | Estádio José Ferez, Taboão da Serra |
| 16:00         | Marcelo Carvalho 6' (g.c.) | Relatório |        | Árbitro: SP Marcelo Krochmalnik     |

| 14 de janeiro | Palmeiras                                | 3 – 1     | Fluminense           | Estádio Prof. Luís Augusto de Oliveira, São Carlos |
| 21:00         | Luis Felipe 51' · Gilson 79' · Ramos 84' | Relatório | Wellington 38' (pen) | Árbitro: SP Alysson Fernandes Matias               |

### Oitavas-de-finais
| 16 de janeiro | Grêmio Barueri        | 2 – 4     | Paulista                                           | Estádio Bruno Lazzarini, Leme |
| 10:00         | Julio 6' · Juan 54' · | Relatório | Carlão 25' · Uelder 72' · Rodrigo 82' · Samuel 87' |                               |

| 16 de janeiro | Guarani           | 1 – 5     | São Paulo                                                      | Estádio Alfredo Chiavegato, Jaguariúna |
| 16:00         | Andrey Felipe 62' | Relatório | Lucas Gaúcho 24', 33', 46' · Bruno Uvini 80' · Lucas Moura 85' | Árbitro: SP Philippe Lombard           |

| 16 de janeiro | Coritiba | 1 – 4     | CFZ de Brasília                                       | Estádio Luís Perissinoto, Paulínia |
| 16:00         | Dudu 39' | Relatório | Marcos Fernando 14', 80' · Tarcísio 19' · Carlyle 64' | Árbitro: SP Cristiano Luis Nalesso |

| 16 de janeiro | Juventude                  | 2 – 1     | Corinthians       | Estádio Fonte Luminosa, Araraquara |
| 20:00         | Hiago 58' (pen), 77' (pen) | Relatório | Taubaté 17' (pen) | Árbitro: SP Douglas Marcucci       |

| 17 de janeiro | Cruzeiro      | 1 – 0     | Inter de Limeira | Estádio Limeirão, Limeira               |
| 10:00         | Thiaguinho 8' | Relatório |                  | Árbitro: SP Luciano Monteiro dos Santos |

| 17 de janeiro | Santos           | 1 – 0     | Pão de Açúcar | Estádio Augusto Schimidt]], Rio Claro |
| 15:00         | Alan Patrick 87' | Relatório |               | Árbitro: SP Milton Etsuo Ballerini    |

| 17 de janeiro | Portuguesa                                          | 3 – 0     | Botafogo | Estádio Nicolau Alayon, São Paulo     |
| 16:00         | Guilherme Lucca 1' · Guilherme 44' (pen) · Yago 88' | Relatório |          | Árbitro: SP Guilherme Ceretta de Lima |

| 17 de janeiro | Palmeiras                    | 2 – 2     | Desportivo Brasil          | Estádio Prof. Luís Augusto de Oliveira, São Carlos |
| 19:45         | Afonso 44' · Luis Felipe 73' | Relatório | Bruno 39' · Richardson 52' | Árbitro: SP Paulo Roberto Ferreira                 |

|  |       | Penalidades |
|  | 5 – 4 |             |

### Quartas-de-finais
| 19 de janeiro | Juventude       | 1 – 1     | CFZ de Brasília | Estádio Nicolau Alayon, São Paulo |
| 16:00         | Hiago 75' (pen) | Relatório | Giuliano 62'    | Árbitro: SP Marcelo Saltori       |

|  |       | Penalidades |
|  | 2 – 1 |             |

| 20 de janeiro | Cruzeiro          | 1 – 2     | São Paulo                     | Estádio Alfredo Chiavegato, Jaguariúna |
| 16:00         | Eduardo 38' (pen) | Relatório | Ronieli 42' · Lucas Moura 76' | Árbitro: SP Luiz Vanderlei Martinucho  |

| 20 de janeiro | Santos                             | 3 – 1     | Paulista     | Estádio Bruno Lazzarini, Leme        |
| 18:00         | Alan Patrick 31', 70' · Maycon 89' | Relatório | Maurício 55' | Árbitro: SP Marcelo Ferreira Vicente |

| 20 de janeiro | Palmeiras                                                       | 4 – 2     | Portuguesa        | Estádio Prof. Luiz Augusto de Oliveira, São Carlos |
| 21:00         | Wellington 9' · Maiko 32' · Ramos 58' · Luis Felipe 90+1' (pen) | Relatório | Nilson 45+1', 64' | Árbitro: SP Leonardo Vinicius Pereira              |

### Semifinais
| 22 de janeiro | São Paulo                              | 2 – 0     | Juventude | Estádio Alfredo Chiavegato, Jaguariúna |
| 16:00         | José Vitor 28' · Lucas Moura 48' (Pen) | Relatório |           | Árbitro: SP Cássio Luiz Zancopé        |

| 23 de janeiro | Santos                                              | 3 – 3     | Palmeiras                      | Estádio Prof. Luís Augusto de Oliveira, São Carlos |
| 16:00         | Alan Patrick 25' · Renan Mota 67' · Tiago Alves 82' | Relatório | Patrick 74', 89' · Gabriel 88' | Árbitro: SP Alessandro Darcie                      |

|                                                 |       | Penalidades                      |  |
| Alan Patrick Alemão Tindurim Tiago Alves Renato | 5 – 3 | Francinei Gilsinho Gabriel Ramos |  |

### Final
| 25 de janeiro | São Paulo   | 1 – 1     | Santos         | Estádio do Pacaembu, São Paulo    |
| 10:00         | Ronieli 85' | Relatório | Renan Mota 18' | Árbitro: SP Thiago Duarte Peixoto |

|                            |       | Penalidades                    |  |
| Jeferson Dener Lucas Moura | 3 – 0 | Alan Patrick Alemão Renan Mota |  |

SÃO PAULO: Richard, Felipe Aguaí (William), Fabiano, Bruno Uvini e Felipe (Paulo Henrique); Casemiro, Zé Vítor, Jeferson e Marcelinho; Ronieli e Lucas Gaúcho (Denner). Técnico: Sérgio Baresi.
SANTOS: Rafael, Cristian, Renato, Alemão e Wesley (Rafael Caldeira); Elivelton, Alan Santos, Nikão (Kassio) e Alan Patrick; Renan Mota e Dimba (Tindurim). Técnico: Narciso.

## Premiação
| Copa São Paulo de Futebol Júnior de 2010 |
| São Paulo                                |
| ---------------------------------------- |
| SÃO PAULO Campeão (3º título)            |

## Artilharia
Esses são os principais artilheiros:
| 9 gols (1) - Lucas Gaúcho (São Paulo) 6 gols (1) - André dos Santos (Coritiba) 5 gols (2) - Danilo (Portuguesa) - Lucas (Desportiva) - Lucas Moura (São Paulo) 4 gols (8) - Carlão (Paulista) - Carlyle (CFZ) - Dudu (Flamengo) - Élber (Cruzeiro) - Givanildo (Santo André) - Héber (Figueirense) - William Morais (Corinthians) 3 gols (32) - Alisson Silva (Santos) - Cleiton (Nacional) - Darlan (Ceará) - David (Paulista) - Douglas (Primeira Camisa) - Fabio Bulgarelli (Olé Brasil) - Gilson (Palmeiras) - Guilherme Silva (Paulínia) - Hiago (Juventude) - Jean (Portuguesa) - Jeferson (São Paulo) - João Pedro (Atlético/MG) - João Victor (São Carlos) - Lenine (Bahia) - Luiz Otávio (Botafogo/RJ) - Marcos Fernando (CFZ) - Marcos Vinícius (Guarani) - Rato (Inter de Limeira) - Renan Mota (Santos) - Robson (Ponte Preta) - Ronaell (CFZ) - Ronieli (São Paulo) - Rafael (Desportiva) - Samuel (Paulista) - Tardelly (Goiás) - Taubaté (Corinthians) - Thales (Atlético/PE) - Thalles (Vila Nova/GO) - Wellington (Fluminense) - Willen (Vasco da Gama) - William (Santos) - William Henrique (Barueri) 2 gols (67) - Afonso (Palmeiras) - Alan (Cruzeiro) - Aljohani (Al-Hilal) - Anderson (Santo André) - Breno (Bahia) - Bruno Furlan (Atlético/PR) - Caio (Botafogo/SP) - Caio (Sport Barueri) - Caio (Paraná) - Campos (Ferroviária) - Celso (São Caetano) - Danilão (Lemense) - Danilo (Marília) - Dener (São Paulo) - Denes (Piauí) - Dênis (Primeira Camisa) - Diego Henrique (Rio Preto) - Eloi (Guarani) - Emerson (São Carlos) - Ewerton (Desportivo Brasil) - Ezequiel (Confiança) - Felipe (Internacional/RS) - Fernando (Grêmio) - Gabriel (Palmeiras) - Guilherme (Flamengo) - Guilherme (Guarani) - Gustavo (Pão de Açúcar) - Hélio (Nacional) - Helton (Rio Claro) - Henrique (Confiança) - Hiago (Atlético Sorocaba) - Jânio (Coritiba) - Joan (ABC) - João Gabriel (Primeira Camisa) - João Vitor (Flamengo) - Jonathan (Fluminense/BA) - Jonathan (Vasco da Gama) - Leandro (Ferroviária) - Lennon (São José/SP) - Leonardo (Rio Preto) - Lucas (Internacional/RS) - Luis Felipe (Palmeiras) - Luiz Henrique (Sport Barueri) - Madson (Bahia) - Marlon (São José) - Miguel (Palmeiras) - Mirandinha (Primavera) - Nenê Bonilha (Paulista) - Ney (São Caetano) - Nilson (Portuguesa) - Rafael (Santo André) - Ramos (Palmeiras) - Renan (Inter de Limeira) - Renan Leite (Botafogo/RJ) - Robinho (Americano/MA) - Rogerio Gil (Rio Claro) - Romário (Internacional/RS) - Roriz (Goiás) - Sanderson (Porto) - Sebá (Cruzeiro) - Túlio (América/MG) - Valber (Confiança) - Victor (Flamengo/SP) - Wesley (Botafogo/RJ) - Willian (União Barbarense) - Wilson Júnior (Bahia) - Yago (Primeira Camisa) 1 gol (250) - Alan Júnior (Atlético Sorocaba) - Alan (Rio Branco) - Alan (Santos) - Alemão (Porto) | 1 gol (continuação) - Alex (América/SP) - Alex (Marília) - Alex (Santo André) - Alexandre (XV de Jaú) - Alexandre (América/MG) - Alisson (Atlético/PE) - Alisson Danilo (Sertãozinho) - Álvaro (ABC) - Alyson (Confiança) - Amauri (Paraná) - Anderson (CSP) - Anderson (Atlético Sorocaba) - Andre (Olé Brasil) - André Luis (Rio Branco/SP) - Andrei (São Carlos) - Andrezinho (Marília) - Ari (Vasco da Gama) - Augusto (Primavera) - Aurélio (Flamengo/SP) - Bérgson (Grêmio) - Bilu (Taboão da Serra) - Breno (Atlético/MG) - Brock (Grêmio) - Bruninho (Fluminense) - Bruninho (Taboão da Serra) - Batistinha Junior - Bruno (Confiança) - Bruno (Fluminense/BA) - Bruno (União São João) - Bruno Batista (Atlético/PR) - Bruno Reis (Vila Aurora) - Burque (Ponte Preta) - Caio (Inter de Limeira) - Carlos (Paulista) - Carlos Henrique (América/MG) - Carlos Thiago (Botafogo/RJ) - Casemiro (São Paulo) - Celsinho (São Bento) - Celso (Brasiliense) - César (XV Piracicaba) - Christianno (Flamengo) - Clayton (Santo André) - Clayton (Vitória) - Claudir (Corinthians) - Cristhian (Palmeiras) - Cristian (Vitória) - Daniel (Avaí) - Daniel (Santo André) - Danneil (Bahia) - Darligson (Nacional/AM) - David (Porto) - Davidson (Ponte Preta) - Davis (Paraná) - Dedé (Piauí) - Deivisson (Confiança) - Diego (Barueri) - Diego (Marília) - Diego Canário (União Barbarense) - Douglas (Barueri) - Drawlid (Nacional/AM) - Dudu (São Bento) - Eber (Cruzeiro) - Éder Guedes (América/SP) - Eder Sales (América/SP) - Eduardo (Sport Barueri) - Eduardo (Fortaleza) - Eduardo (Internacional/RS) - Eduardo (Mogi Mirim) - Eduardo (Operário) - Eduardo (Rio Preto) - Edson Felipe (ABC) - Élber (Paraná) - Elbis (Marília) - Eliabe (Flamengo) - Elias (Corinthians) - Elivelton (Taboão da Serra) - Érlon (Paraná) - Eron (Atlético/MG) - Esiel (Ceará) - Everton (Mogi Mirim) - Éverton (Sertãozinho) - Fabinho (Olé Brasil) - Fábio (Bahia) - Fágner (Ceará) - Felipe (Flamengo/SP) - Felipe (Santos) - Felipe Alves (Desportivo Brasil) - Felipe Carvalho (Vasco da Gama) - Felipe Heleno (CSA) - Felipinho (Piauí) - Fellipe (Paulista) - Filipe Aguai (São Paulo) - Gabriel (América/SP) - Gabriel Ramos (Rio Preto) - Gabriel Silva (Palmeiras) - Galvão (Ponte Preta) - Gean (Fluminense) - Giuliano (CFZ) - Guilherme (Botafogo) - Guilherme (Marília) - Guilherme (Mogi Mirim) - Guilherme (São Carlos) - Helanderson (Remo) - Helber (Paraná) - Hélio (CSP) - Helton (Rio Claro) - Henrique (Vila Nova/GO) - Herbert (São José/SP) - Hítalo (Piauí) - Hugo (XV Piracicaba) - Ícaro (Funorte) - Índio (Confiança) - Índio (Rio Branco/SP) - Ingro (Pão de Açúcar) - Igor (Paulista) - Isaac (ABC) - Jádson (Corinthians) - Jardson (Rio Branco) - Jarlyson (Rio Branco) - João Paulo (Nacional/AM) - João Vitor (Paulínia) - Joãozinho (Americano/MA) - Jonatan (Corinthians) - Jonathan (Brasiliense) - Jonathan (Desportivo Brasil) - Jonathan (Juventus) - Jackson (Atlético/MG) - Jeckson (ABC) - Jeovânio (Botafogo/SP) - Jheckson (Primavera) | 1 gol (continuação) - Jhelyson (Piauí) - Jônatas (Botafogo/RJ) - Juan (Goiás) - Leandro (Mogi Mirim) - Leandro (Primeira Camisa) - Lennon (Desportivo Brasil) - Léo (Pão de Açúcar) - Léo Carioca (Avaí) - Léo Oliveira (Paulista) - Leonardo (Avaí) - Leonardo (Operário) - Lima (Internacional/RS) - Lindhberg (Desportivo Brasil) - Lucas (Atlético/RR) - Lucas (Pão de Açúcar) - Lucas (Portuguesa) - Lucas (Rio Branco/SP) - Lucas (São Carlos) - Lucas (Vitória) - Lucas Casotti (Pão de Açúcar) - Luccas (Primavera) - Luiz Eduardo (Coritiba) - Luiz Gustavo (Botafogo/SP) - Luiz Muller (Santo André) - Luquinha (Inter de Limeira) - Marcelo (Paraná) - Marcelo (São Bernardo) - Marco Antonio (Paraná) - Marcos Vinicius (Comercial/MS) - Marcos Vinícius (Goiás) - Marcos Vinícius (Paulista) - Marllon (Fortaleza) - Marquinho (Ponte Preta) - Marquinhos (Corinthians) - Matheus (Figueirense) - Matheus (Santo André) - Matheus Carvalho (Fluminense) - Mauricio (Avaí) - Maurilio (Ponte Preta) - Mayko (Palmeiras) - Michael (Taubaté) - Michel (Flamengo) - Mineiro (Shallon) - Mota (Vila Aurora) - Murilo (São Carlos) - Murilo (União Barbarense) - Nedílson (Juventude) - Netinho (São José/SP) - Paulo (Rio Preto) - Paulo Amorim (Ceará) - Paulo Henrique (São Paulo) - Paulo Vitor (Santo André) - Pedrinho (Rio Branco/SP) - Pedro (Sport Barueri) - Pedro (Guarani) - Pedro Ivo (Brasiliense) - Petterson (Remo) - Pimenta (Marília) - Rafael Carvalho (União Barbarense) - Rafael Diniz (Pão de Açúcar) - Ramiro (Lemense) - Raul (Piauí) - Raul (Shallon) - Renan (Comercial/MS) - Renan (Marília) - Renatão (Lemense) - Ribeiro (União São João) - Robertinho (São Carlos) - Roberto Oliveira (Figueirense) - Rodolfo (Mogi Mirim) - Rodrigo (ABC) - Rodrigo (América/SP) - Rodrigo (Desportivo Brasil) - Romário (Atlético/PE) - Romário (Fortaleza) - Romário (Pão de Açúcar) - Rondinelly (Vila Nova/GO) - Ronei (Rio Claro) - Ronelli (São Caetano) - Roni (Vasco da Gama) - Samuel (Flamengo/SP) - Sandro (Botafogo/SP) - Sandro (São José) - Sérgio (Desportivo Brasil) - Shedon (Operário) - Sidimar (Atlético/MG) - Sidimar (Goiás) - Smaily (Portuguesa) - Staney (CSA) - Stéfano (Fluminense) - Tonon (São Bento) - Tuchê (Araguaína) - Tutinha (Paulista) - Ulisse (Marília) - Victor Hugo (União Barbarense) - Vinicius (Fortaleza) - Vinicius (Paraná) - Vitor Salmaso (Barueri) - Wallace Oliveira (Juventus) - Wallan (Barueri) - Weder (Botafogo/SP) - Weder (Inter de Limeira) - Welder (Paulista) - Wellington (CSA) - Wellington Silva (Fluminense) - Wendell (Rio Branco) - Wescley (Atlético/MG) - Wesley (Santos) - Wilker (Taboão da Serra) - William (Vasco da Gama) - Willian (Botafogo/RJ) - Willian (Santos) - Willian (São Bernardo) - Yago (Portuguesa) - Yuri (Vilavelhense) - Zé Inácio (Remo) - Zé Roberto (CFZ) Gol contra (8) - Anderson (Pão de Açúcar) para Coritiba - Dudu (Fluminense) para o São Bernardo - Eunazio (Comercial/MS) para o ABC - Marcelo Carvalho (Paraná) para o Cruzeiro - Oberdan (Santana) para o Primavera - Raphael (Paulínia) para o Remo - Ronaell (CFZ) para o Vasco da Gama - Val (Americano/MA) para o São Caetano |